# Marienkirche (Eilenburg)

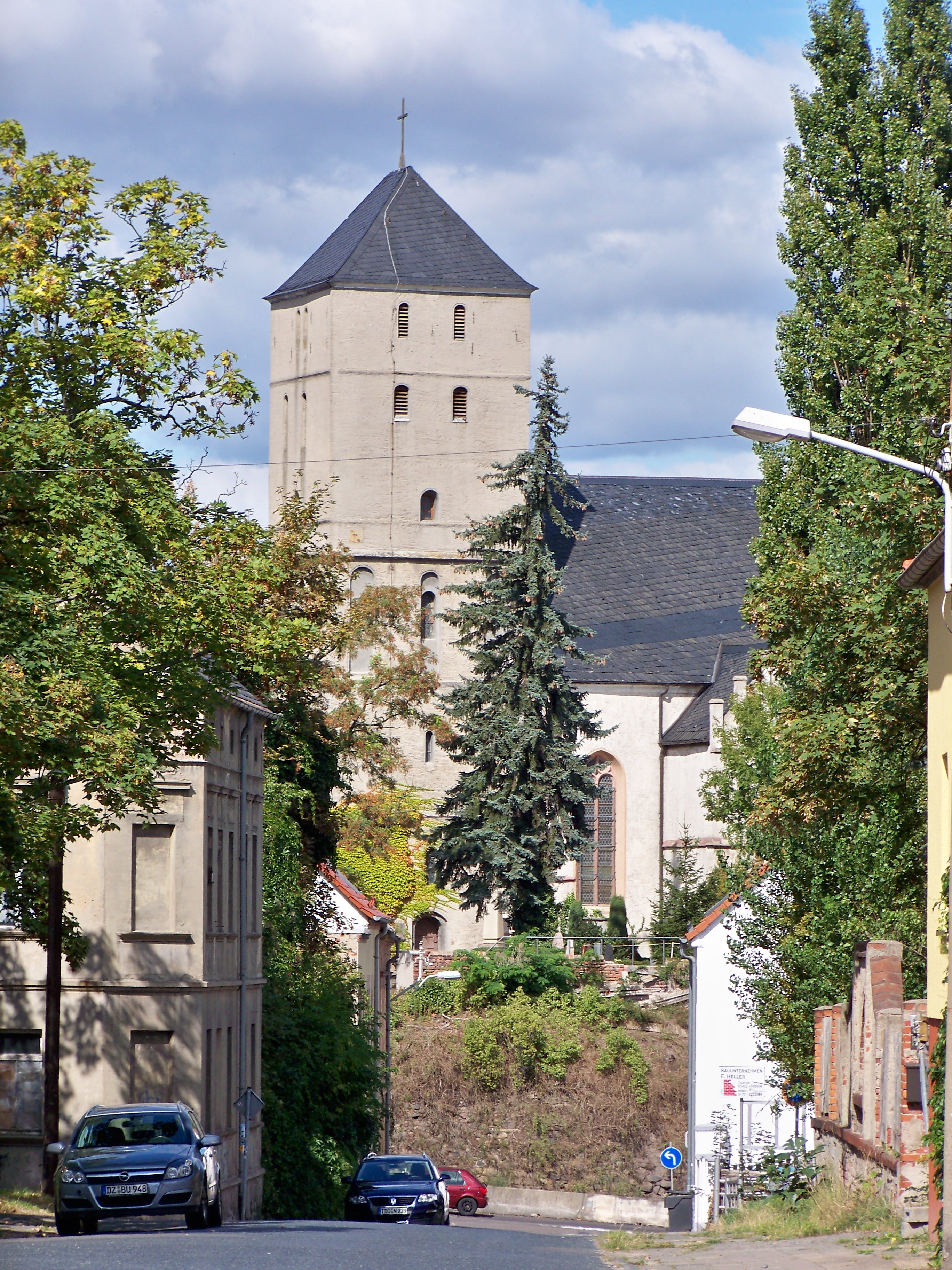
Blick von Süden aus der Weinbergstraße

Die evangelische Kirche St. Marien in Eilenburg wird wegen ihrer Lage im Stadtteil Berg auch Bergkirche genannt. Der ursprüngliche romanische Bau wurde von 1516 bis 1522 in eine spätgotische Hallenkirche umgestaltet. Historische Bedeutung hat die Kirche als Lutherstätte.

## Geschichte

### Gründung der Kirche
Die Entstehungszeit der Kirche ist unbekannt bzw. umstritten, die Umstände der Entstehung sind dagegen weitgehend geklärt. Der Standort befindet sich südwestlich der Burg Eilenburg. Dieser Burgward wurde wohl um 907 errichtet und 961 in einer Urkunde Ottos I. als civitas Ilburg erstmalig erwähnt. Für dessen Besatzung wurde mit der Petruskapelle eine eigene kleine Kirche innerhalb der Burgmauern errichtet, die im Dreißigjährigen Krieg zerstört wurde. Da für die Missionierung der umliegenden sorbischen Siedlungen diese Kapelle aus Sicherheitsgründen nicht in Frage kam, erfolgte der Bau einer weiteren Kirche vor den Toren der Burg. Zunächst soll es sich dabei um einen Holzbau gehandelt haben und den Namen Unser Lieben Frauen getragen haben.
Als frühester Zeitpunkt der Gründung kursiert dabei die Jahresangabe 940. Dieses Jahr nennt auch die Hinweistafel des Historischen Stadtrundgangs am Kirchengebäude. Damit fiele der Bau der Marienkirche in die Zeit kurz nach der Gründung des Moritzklosters in Magdeburg, dem der Burgward unterstand und an das der Kirchenzehnt abgeführt werden musste. Der Stadtchronist Jeremias Simon geht in seiner 1696 erschienenen Eilenburgischen Chronica von einem Bau unter Friedrich I. von Wettin im Jahr 999 oder 1000 aus. Carl Geißler (1831) hat diese Angabe übernommen, ebenso Siegfried Buchhold (2012). Der Chronist Ferdinand Gundermann (1879) geht von einer Erbauung etwa zeitgleich mit der Nikolaikirche aus, gibt jedoch keine konkrete Jahreszahl an. Ähnlich äußern sich Vettermann und Flegel (1989) und datieren beide Eilenburger Kirchen sowie die abgegangene Petruskapelle in das ausgehende 10. Jahrhundert.
Die hölzerne Kirche soll um 1140 in Stein neu erbaut worden sein. Die ältesten erhaltenen Bauteile der Marienkirche stammen aus der Romanik und gehören in das 12. Jahrhundert. Es sind dies Reste von Kämpfernfriesen mit Palmettenornament am Triumphbogen, Fensternischen an der Nord- und Südwand sowie eine romanische Säulenbasis, die in umgekehrter Position an der Turmtür als Sitz wiederverwendet wurde. Sie beweisen einen romanischen Vorgängerbau, erlauben jedoch keine genaue Datierung desselben. Im 13. Jahrhundert erfolgte der Anbau der Sakristei.

### Spätgotischer Umbau
Das heutige Erscheinungsbild der Kirche geht auf einen Umbau zwischen 1516 und 1522 zurück. Dabei wurden das Langhaus und der Chorraum als Backsteinbau mit Hausteingliedern teilweise neu aufgerichtet und ein Netzgewölbe eingefügt, dessen Ausmalungen bis heute erhalten blieben.
Die Portalvorhalle, das Sakristeiobergeschoss und der Turm wurden völlig neu erbaut.

Historische Darstellungen der Marienkirche (jeweils links der Burg)
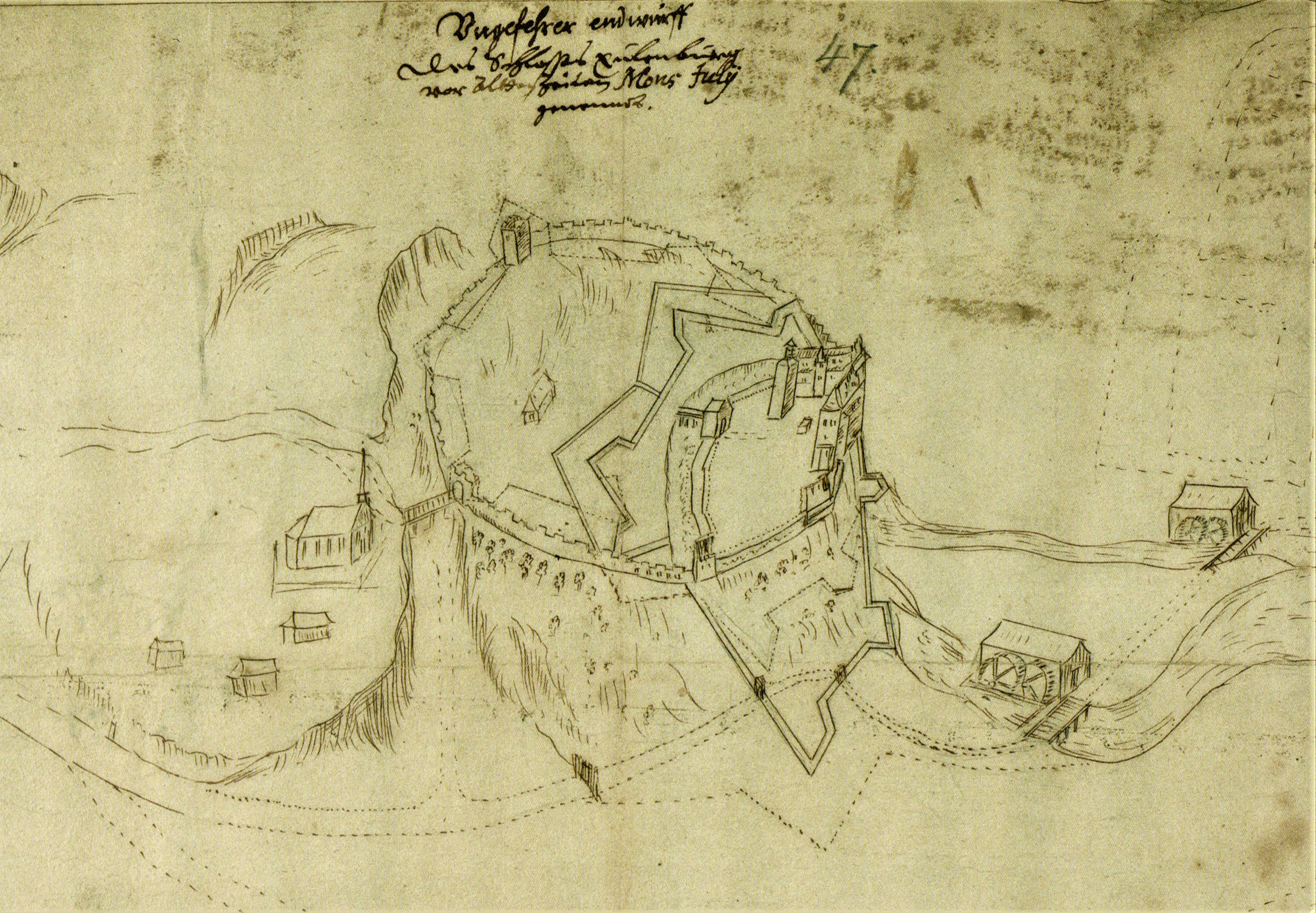
anonym, o. J., vor 1516
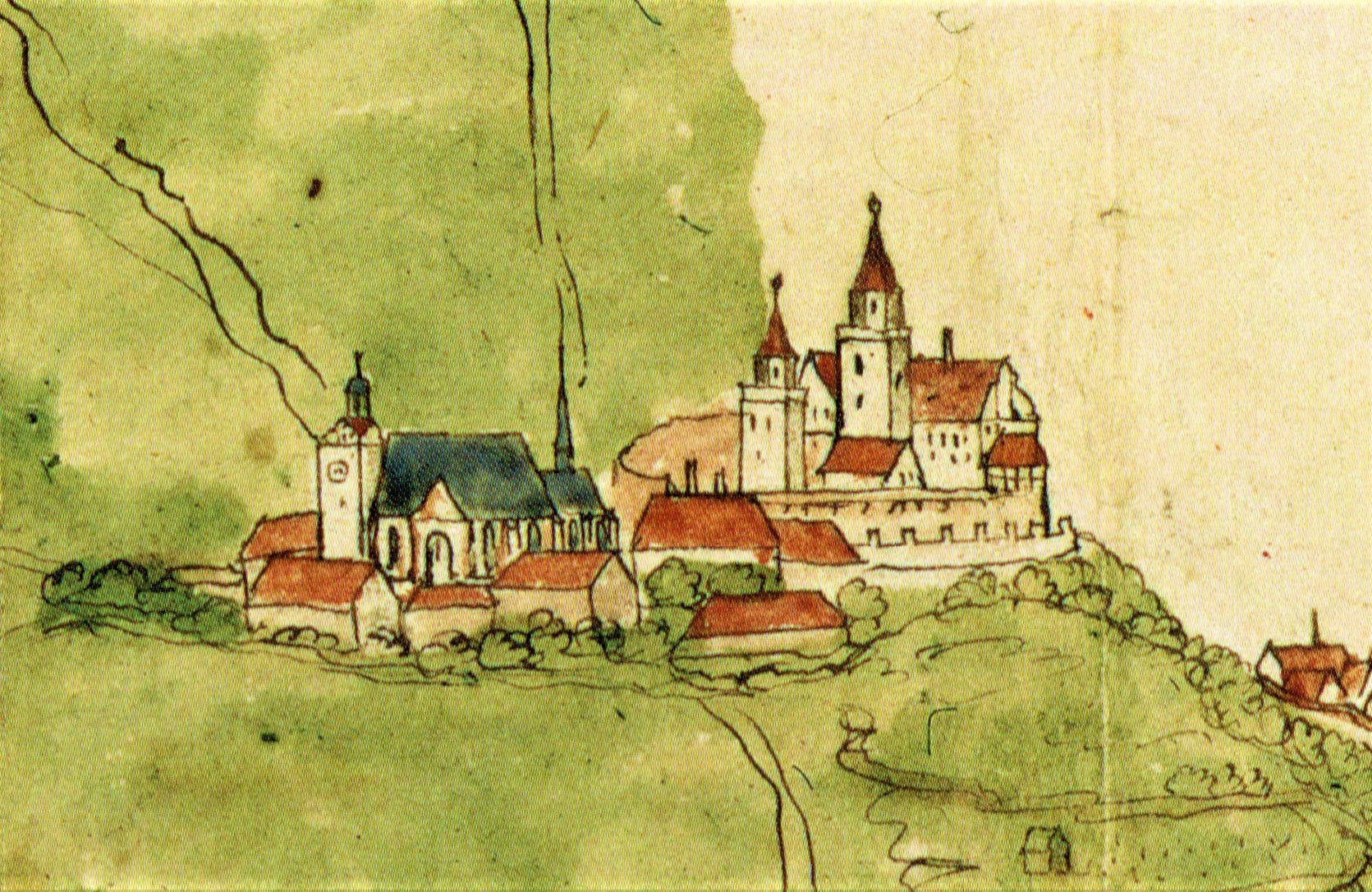
anonym, 2. Hälfte 16. Jh.
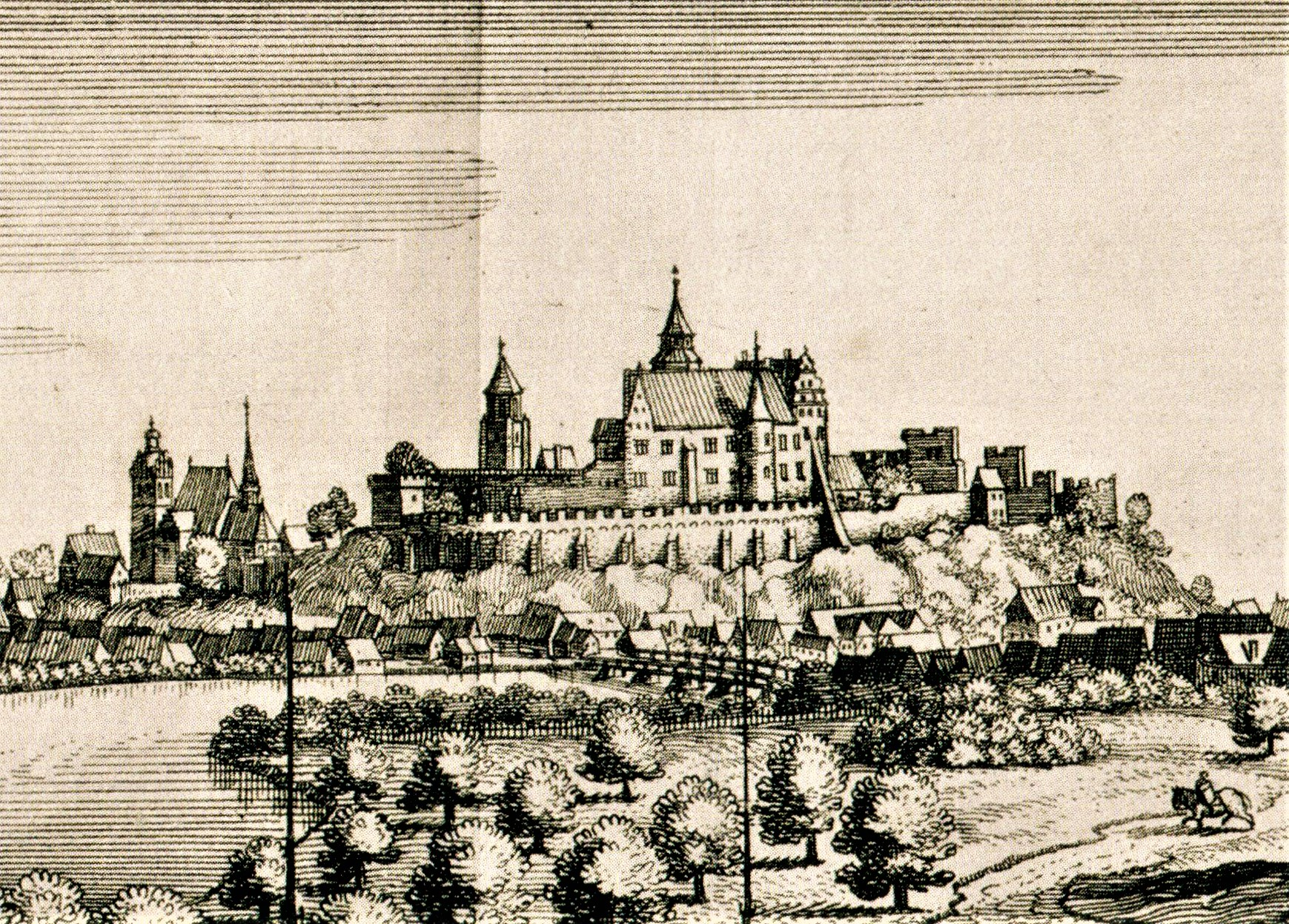
Caspar Merian, 1650
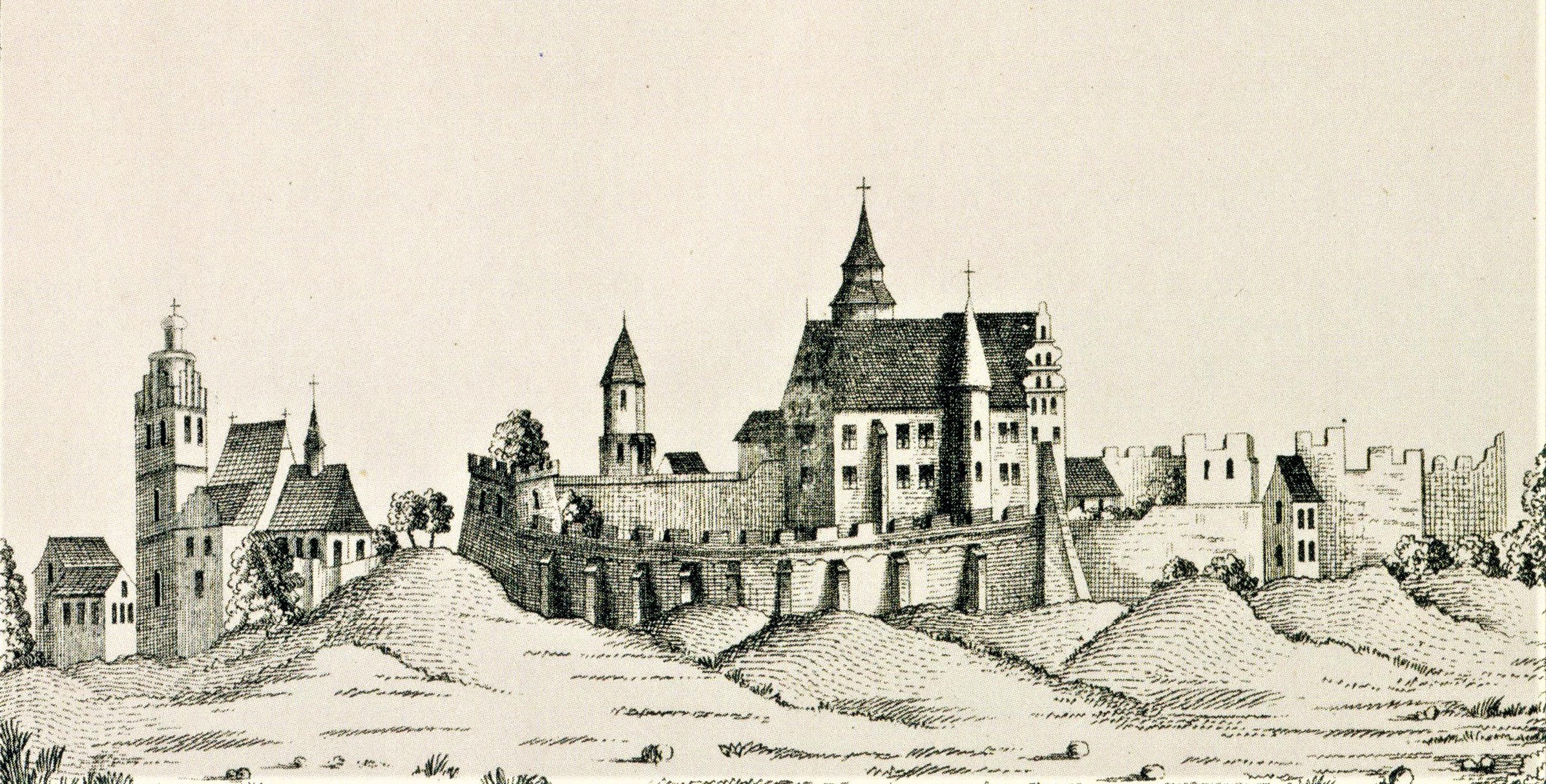
anonym, 1650
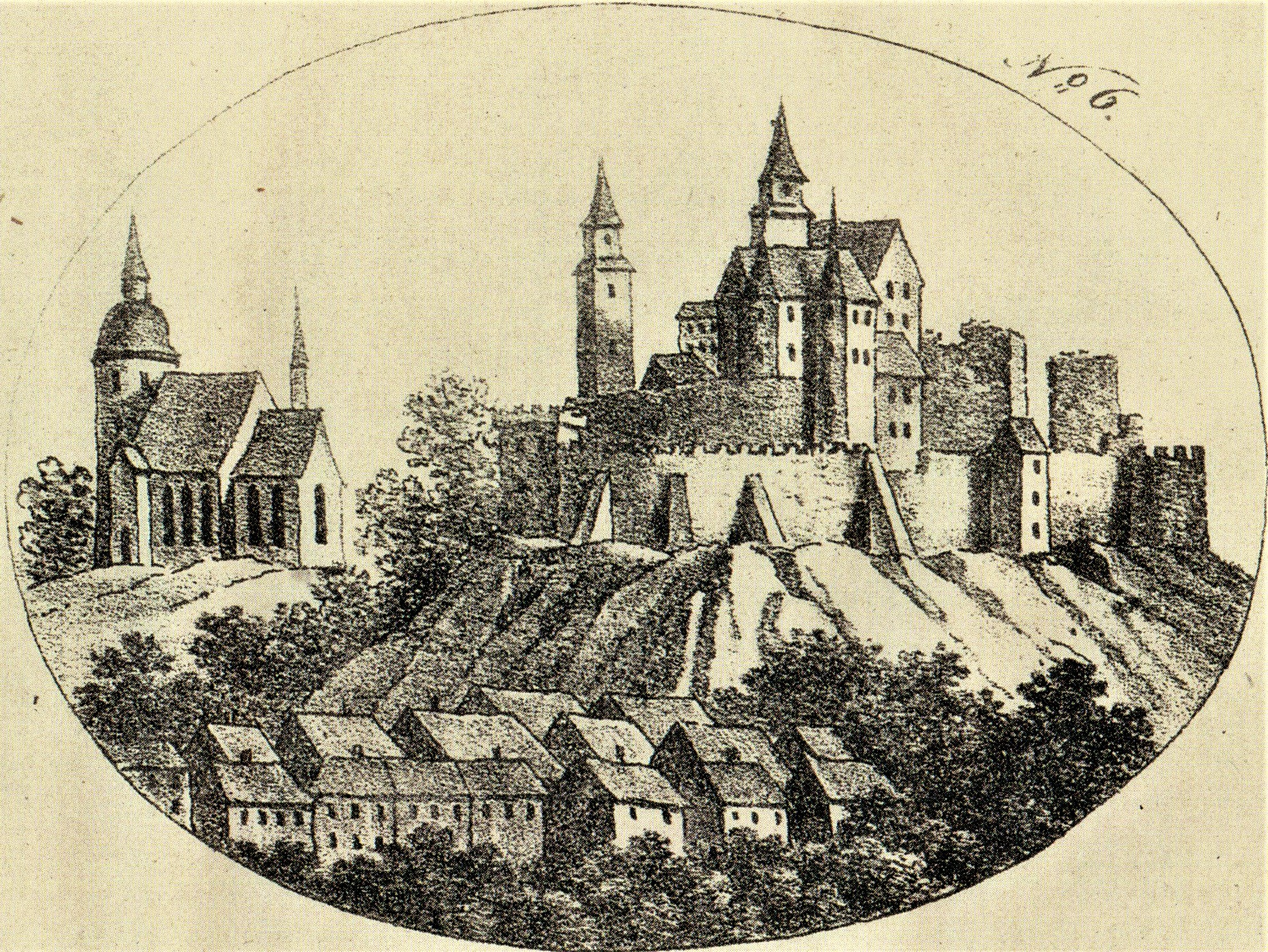
anonym, 1753

### Reformation und Renaissanceumbauten
Historische Bedeutung erlangte die Kirche in der Reformationszeit. 1521 wurde auf Martin Luthers Betreiben Gabriel Zwilling als evangelischer Pfarrer für Eilenburg eingesetzt. Zwilling prangerte das bestehende System an. Am Neujahrstag feierte dieser in weltlichem Gewand in der Marienkirche einen Abendmahlsgottesdienst mit Protestanten aus Eilenburg und den umliegenden Gemeinden, sogar aus Wurzen und Leipzig reisten Gläubige an. Im Mai 1522 verfasste Luther auf dem benachbarten Schloss Eilenburg einen Brief, in dem er sich für einen protestantischen Pfarrer für Eilenburg einsetzte. Luther predigte bei dieser Gelegenheit in der Marienkirche. Wenig später wurde der Magdeburger Domprediger Andreas Kauxdorf als erster evangelischer Pfarrer inauguriert. Luther predigte nachweislich noch 1536 und 1545 in St. Marien.
Bei der Kirchenvisitation 1530, an der Justus Jonas, Georg Spalatin, Benedict Paach, Sebastian von Kötteritz und Bernhard von Hirschfeld teilnahmen, wurde der Wirkungskreis der nun lutherischen Prediger neu geordnet. Aus der Pfarrei Eilenburg mit ihren zwei Kirchen wurden nun zwei eigenständige Gemeinden. Zur Bergkirche waren nun die westlichen Vorstädte Hintersteinweg, Leipziger Steinweg, Sand, Tal und Zscheppelende, die Dörfer Wedelwitz, Kospa, Hainichen und Zschettgau, die Güter Berg und Eulenfeld sowie einzelne Häuser an den Weinbergen und in der Fischeraue eingepfarrt. Diese Trennung hatte bis 2002 Bestand, als beide Gemeinden wieder verschmolzen wurden.
Im 17. Jahrhundert erhielt die Kirche eine neue Innenausstattung, so etwa 1603 ihre erste Orgel und 1625 ihr aus drei neuen Glocken bestehendes Geläut, außerdem den Taufstein, den Altaraufbau und die Emporen. 

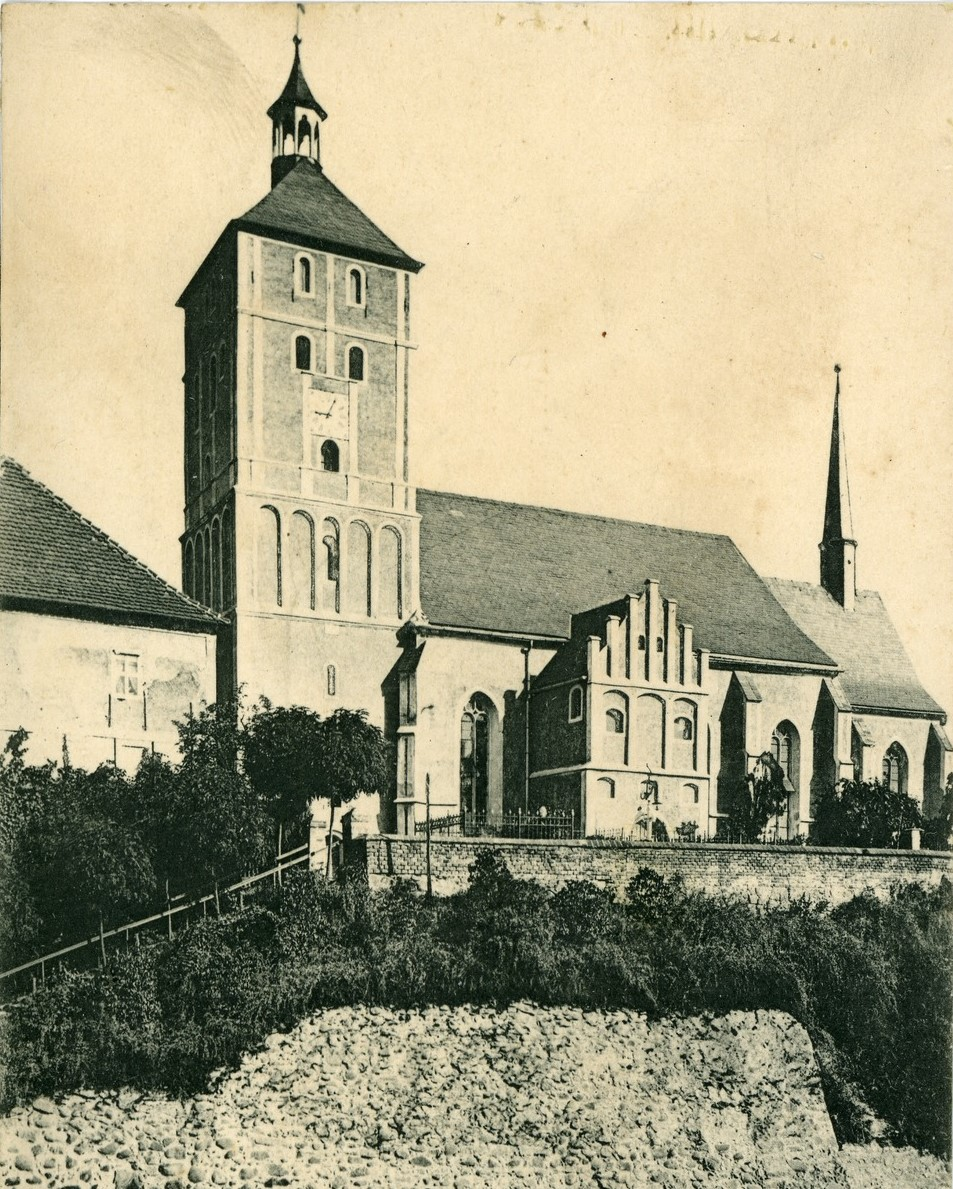
Marienkirche auf einer historischen Ansichtskarte des Verlages Brück & Sohn (1903)
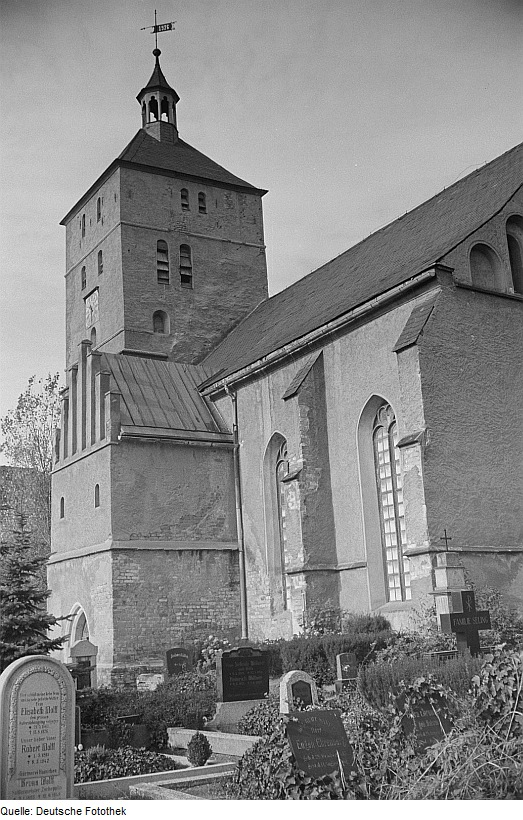
Marienkirche von Südosten, 1952 (Foto: Roger Rössing)

### Spätere Umbauten
1851 wurde das Innere der Kirche erneut umgestaltet, wobei die Kanzel, auf der einst Luther gepredigt hatte, versetzt oder möglicherweise ersetzt wurde.
Während die Nikolaikirche in der Eilenburger Innenstadt am Ende des Zweiten Weltkrieges bis auf die Außenmauern zerstört wurde, blieb die Marienkirche von einem Totalverlust verschont. Doch auch hier hatte amerikanisches Artilleriefeuer einen Pfeiler und Teile des Gewölbes zerstört. Außerdem war der Verlust aller Fenster zu beklagen. Die Weltkriegsschäden wurden in Jahren 1946 bis 1948 ausgebessert.

### Verfall und Wiederaufbau von 1949 bis heute
Nach einem mehrjährigen Leerstand in den 1970er-Jahren hatte sich der Zustand des Bauwerks deutlich verschlechtert. Durch Schäden am Dach drang Wasser in die Mauern und das Gebäude ein. Außerdem war die Kirche zahlreichen Einbrüchen und Vandalismus ausgesetzt. Bei einer Bestandsaufnahme 1980 wurden schwere Mauerwerksschäden festgestellt. Der Putz war großflächig abgefallen und einzelne Steine hatten sich aus dem Mauerwerksverband gelöst. Im Inneren hatten die Emporen und das Gestühl schwere Nässeschäden erlitten. Alle Fenster und Lampen waren eingeschlagen, die Orgel war durch Vandalismus und Plünderung schwer beschädigt. Archivgut des Kirchenkreises, das nach dem Krieg vom Amtsgericht in die Marienkirche gebracht worden war, war durch Einbrecher größtenteils vernichtet worden. Noch erhaltene Akten und Hefter wurden an das Konsistorium in Magdeburg abgegeben.
Ab 1980 begann die schrittweise Sanierung durch Freiwillige und in Feierabendarbeit. Zunächst wurden die Südseite des Dachs (1980) sowie die Fassade und die Fenster (1981/82) instand gesetzt. Um neuerlichen Einbrüchen und Sachbeschädigung vorzubeugen, wurde der äußere Zugang zur Sakristei zugemauert und wurden die Fenster von außen mit Gittern versehen. Die innere Renovierung begann mit der Sakristei (1983), danach folgte der Chor (1984). 1985 fanden die Arbeiten im Langhaus statt, bei denen die alten Gewölbemalereien freigelegt und fachgerecht restauriert wurden. Die Zusammenarbeit mit der Denkmalschutzbehörde gestaltete sich schwierig. Während das Dach und die Fenster den Vorgaben entsprachen, sind die Putzarbeiten nicht denkmalgerecht ausgeführt worden. Am Turm wurden die historischen Gesimse zunächst abgeschlagen und die Flächen glatt verputzt. Schließlich mussten die Simse in Zement nachgebildet werden.
1987 wurde die wiederhergestellte Kirche feierlich eingeweiht. Die Restaurierung von Taufstein, Kanzel und Altar erfolgte 1989 und 1990, die der Geißler-Orgel 1999/2000.
Das zwischen Marienkirche und Marienstraße stehende Pfarrhaus, welches unter Denkmalschutz stand, musste im Mai 2007 abgerissen werden, da der Hang, auf dem es stand, instabil war. Schon zu DDR-Zeiten war der Hang zur Marienstraße, und etwas vom Pfarrhaus entfernt, auch zur Bergstraße hin, ins Rutschen geraten, konnte aber mit großen Betonelementen vorerst stabilisiert werden.

## Baubeschreibung

### Außenhülle
Die spätgotische Marienkirche ist als Hallenkirche angelegt. Als Baumaterial kam Backstein zur Anwendung. Das dreischiffige Langhaus ist in vier Joche gegliedert. Richtung Osten schließt sich der dem Mittelschiff entsprechende eingezogene Chor an. Dieser ist zweijochig angelegt und schließt dreiseitig ab, so dass ein Fünfachtelschluss entsteht. Nördlich vom Chor schließt sich die zweigeschossige Sakristei an. Westlich vom Langhaus und bündig zu dessen Südmauer befindet sich der etwa quadratische Turm. An der Südwand auf Höhe des zweiten Jochs befindet sich ein zweigeschossiger Portalvorbau mit einem gestaffelten pilastergegliederten Giebel. Die Rundbogennischen und Ecklisenen des Vorbaus sind entfernt worden. Das Kirchenportal ist spitzbogig angelegt und besitzt ein Gewände mit gotischer Profilierung.
Die Fassade wird gegliedert durch Strebepfeiler und die langstreckten spitzbogigen Maßwerkfenster in den Jochen. Ein Sockelgesims und ein Kaffgesims stellen dem eine horizontale Gliederung entgegen. Letzteres war ursprünglich durchlaufend, ist heute aber durch eine Verlängerung der Fenster unterbrochen. Für beide Gesimse wurde Rochlitzer Porphyr verwendet. Das Traufgesims ist in Backstein ausgeführt und verputzt. Es trägt ein schiefergedecktes Satteldach. Auf dem First des Chores befindet sich ein schlanker Dachreiter, der von einer Turmkugel bekrönt wird. Der ursprüngliche Stachelknopf befindet sich heute in der Dauerausstellung im Turm der Nikolaikirche. Vom Chordach ausgehend bedeckt ein Schleppdach die Sakristei.
Der 25 m hohe Turm wurde bei der Sanierung in den 1980er-Jahren nur vereinfacht und nicht denkmalgerecht wiederhergestellt. Die graue Putzfassade ist durch mehrere Gurtgesimse gegliedert, die optisch die Stockwerke voneinander trennen. Das zweite Obergeschoss besitzt zu den freien Seiten Blendarkaden aus je drei rundbogigen Nischen (ursprünglich fünf), wobei die mittlere schlanker ausfällt als die beiden äußeren und ein kleines Fenster aufnimmt. Der Turm, der später erst dem Langhaus hinzugefügt wurde, erfuhr mehrfach Umbauten. Die Turmspitze war ursprünglich dem Barock entsprechend zu allen vier Seiten als Volutenziergiebel aufgelöst. 1828 erhielt er ein Zeltdach mit einer oktogonalen Laterne zur Aufnahme der Schlagglocke. Die alte Turmkrone mit Wetterfahne, die die Jahreszahl 1926 trägt, befindet sich heute in der Nikolaikirche. Heute trägt der Turm ein Walmdach, dessen kurzem First ein Kreuz aufgesetzt ist. Zierrat in Form von Lisenen ist ebenso wie die Uhr unterhalb der Glockenstube nicht mehr vorhanden. Der Zugang besteht über eine einfache Rundbogentür von Süden her.

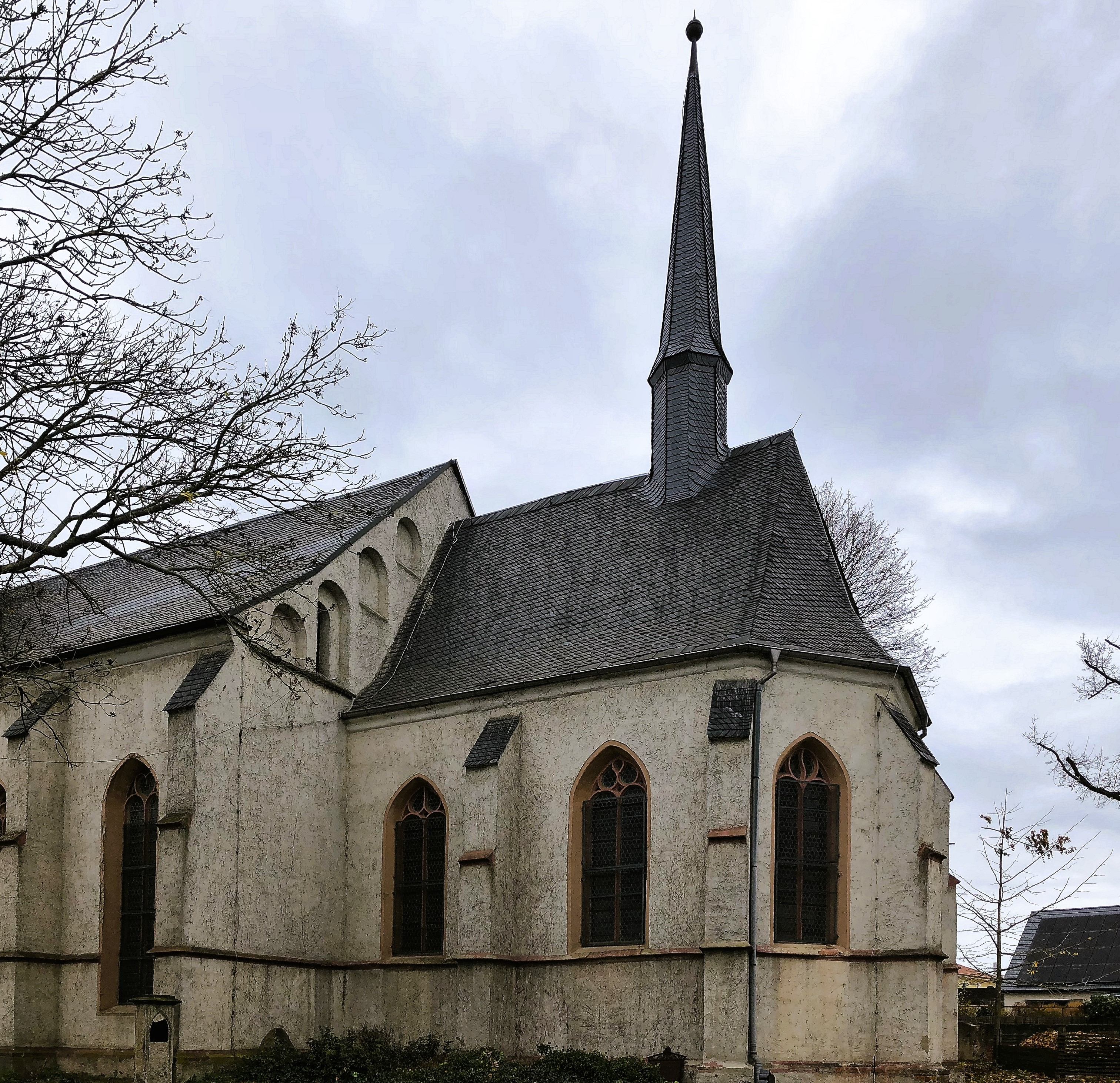
Chor
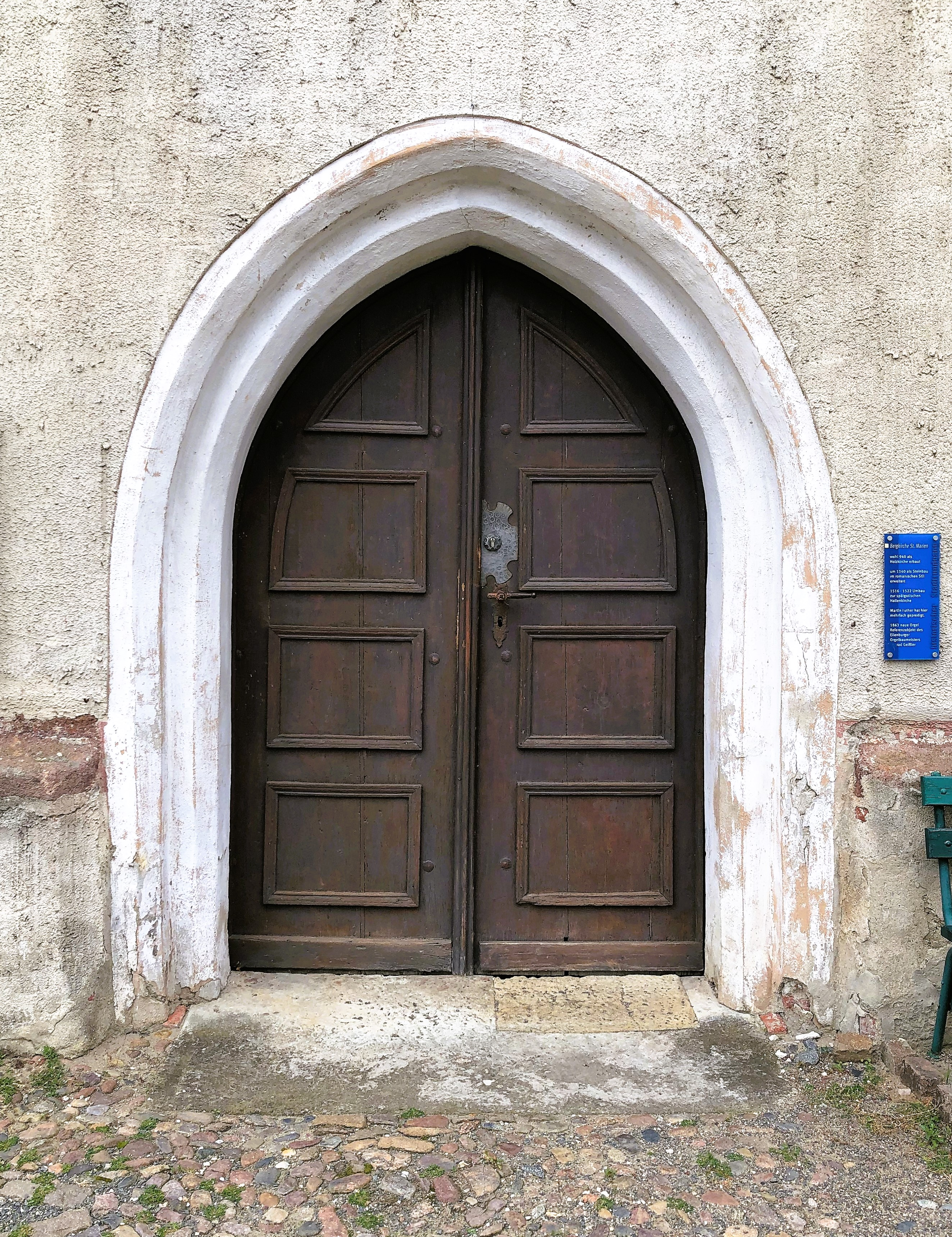
Gotisches Hauptportal
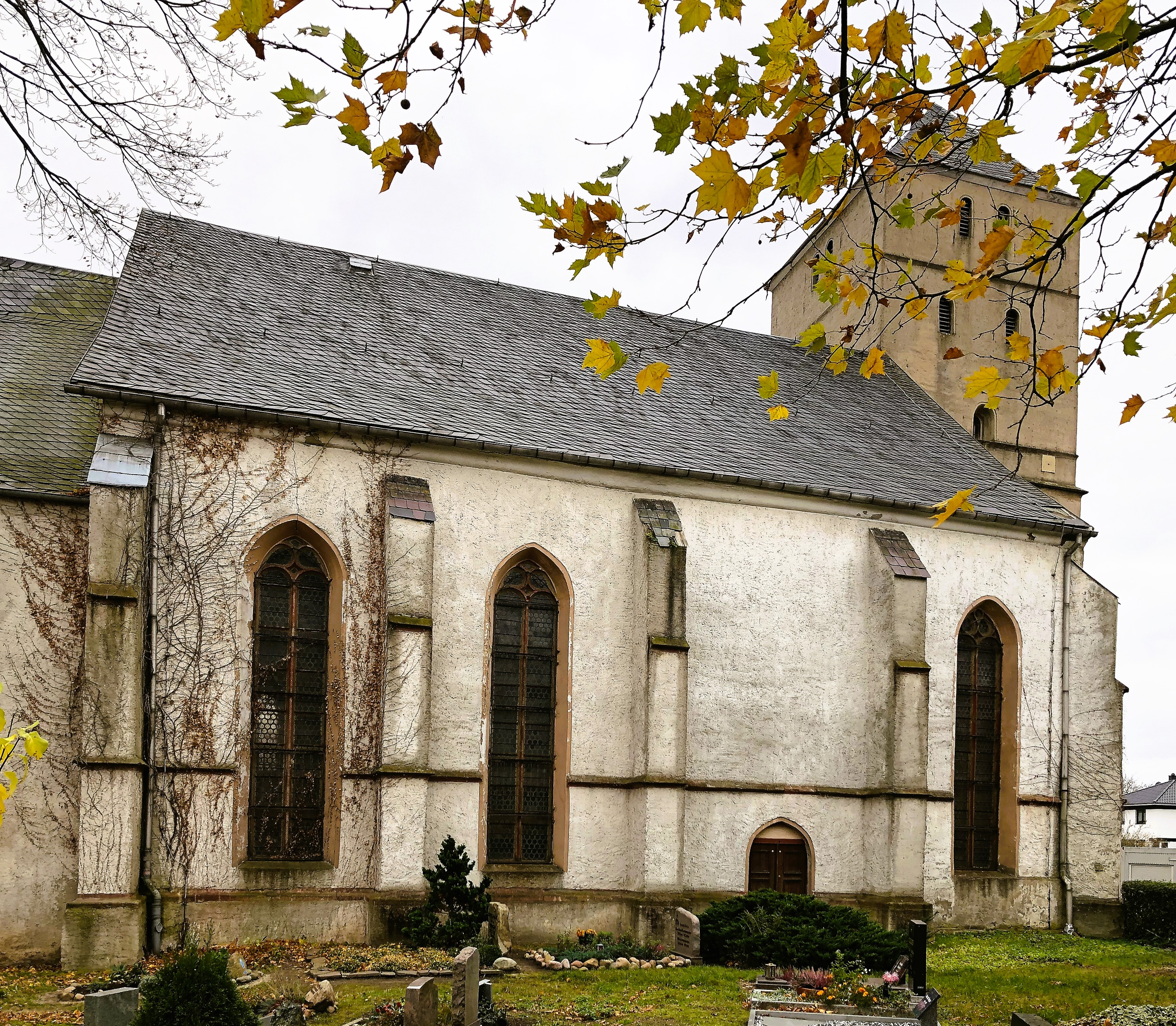
Langhaus von Norden
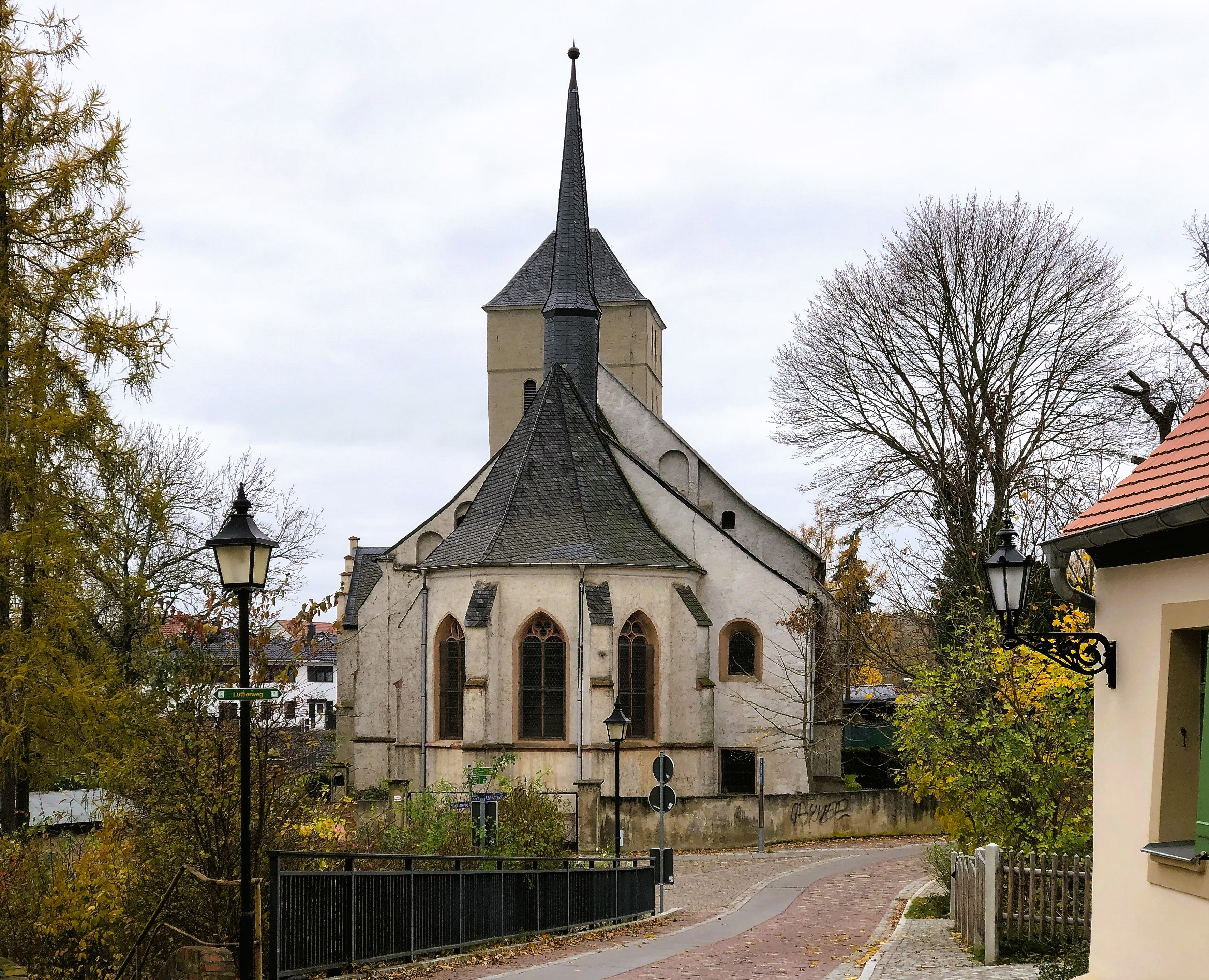
Ansicht von Osten, rechts Sakristei-Anbau
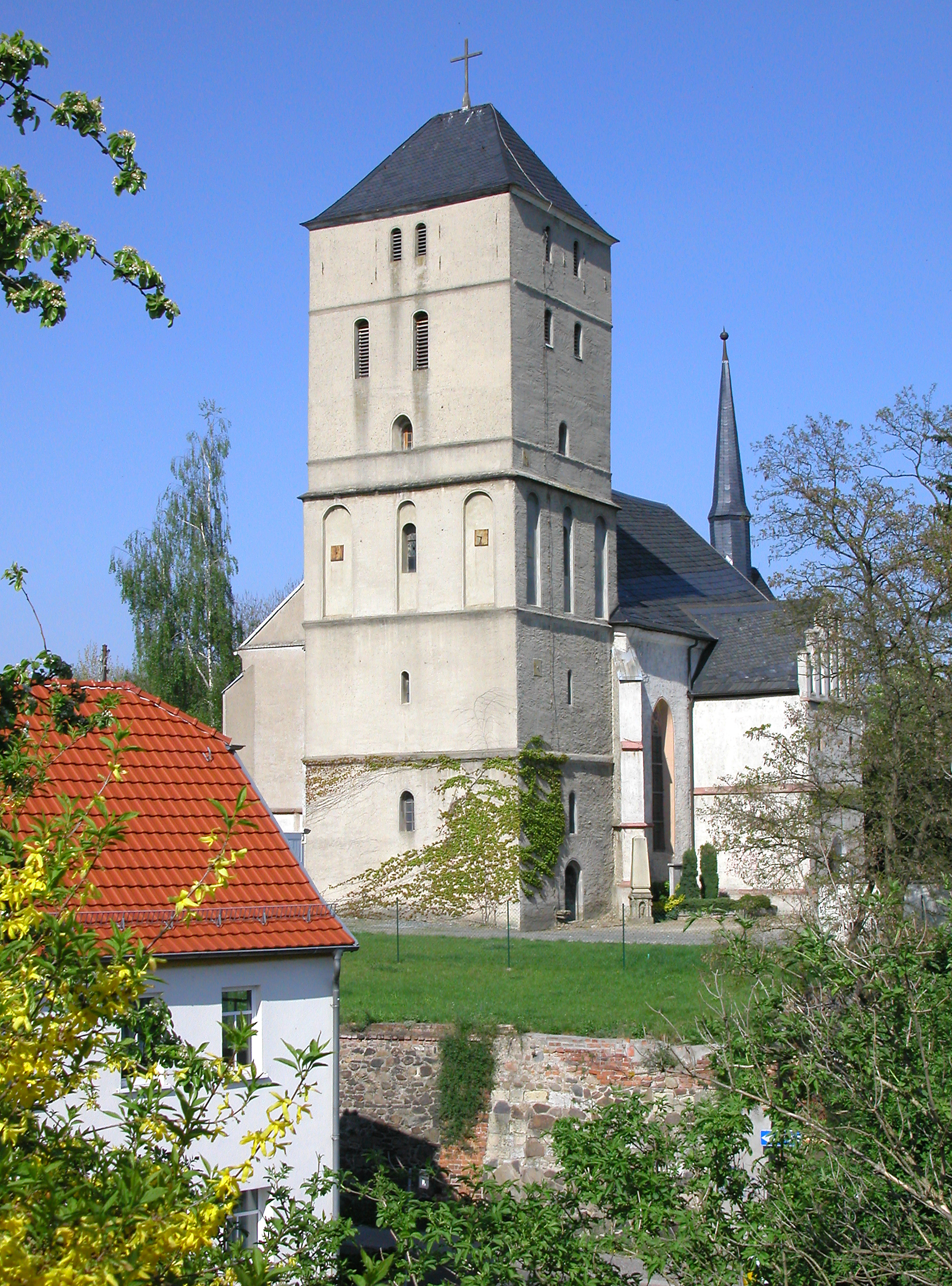
Turm von Südwest

### Innenraum
Das Langhaus wird durch zwei Säulenreihen in ein Mittel- und zwei Seitenschiffe geteilt. Die Säulen sind achteckig und gekehlt ausgeführt und ruhen auf einer runden Basis. Das Mittelschiff besitzt ein Netzgewölbe, die beiden Seitenschiffe ein Sterngewölbe. Ein einfacheres Netzgewölbe findet sich im Chor. Die Rippen besitzen eine durch zwei Flachkehlen gebildete Keilform mit stumpfer Spitze. Anstelle von Arkadenbögen sind die Gewölberippen auch zwischen den Säulen einer Reihe aufgespannt. Auch gehen die Pfeiler ohne Vermittlung von Kapitellen oder Konsolen in das Gewölbe über. Eine solche eher seltene Bauform findet sich auch in der wenige Jahre später erbauten Marktkirche in Halle. Dort wird das Gewölbe ebenso von achtseitigen flachkonkaven Säulen getragen.
Der Triumphbogen zwischen Langhaus und Chor ist spitzbogig ausgeführt, jedoch besitzen seine Kämpfer ein romanisches Profil mit Palmettenfries, was auf den Vorgängerbau von um 1140 hinweist. Weitere Reste dieser romanischen Kirche sind Fensternischen der Nord- und Südwand sowie ein Rundbogen in der Westwand, der ursprünglich als Zugang zum Turm gedient haben kann. Die Sakristei wird über ein Spitzbogenportal mit spätgotisch profiliertem Gewände aus Rochlitzer Porphyr erreicht. Der Raum wird von einem Kreuzgewölbe überspannt.
Die Kirche besitzt eine dreiseitige Empore. Die Orgelempore im Westen zieren acht Darstellungen von Bibelszenen. Es sind dies von links nach rechts: die Eroberung von Jericho, die Himmelfahrt Jesu, ein gewaltiger Engel über der Erde, Davids Tanz vor der Bundeslade, die Geburt Jesu, eine nächtliche Kriegsszene, 24 Älteste, die den Herrn anbeten sowie Gott, der über der neuen Stadt thront. Über die nördliche Empore wird der Raum über der Sakristei erreicht. Dem vorgelagert ist eine kleine Galerie mit Blick in den Chor.

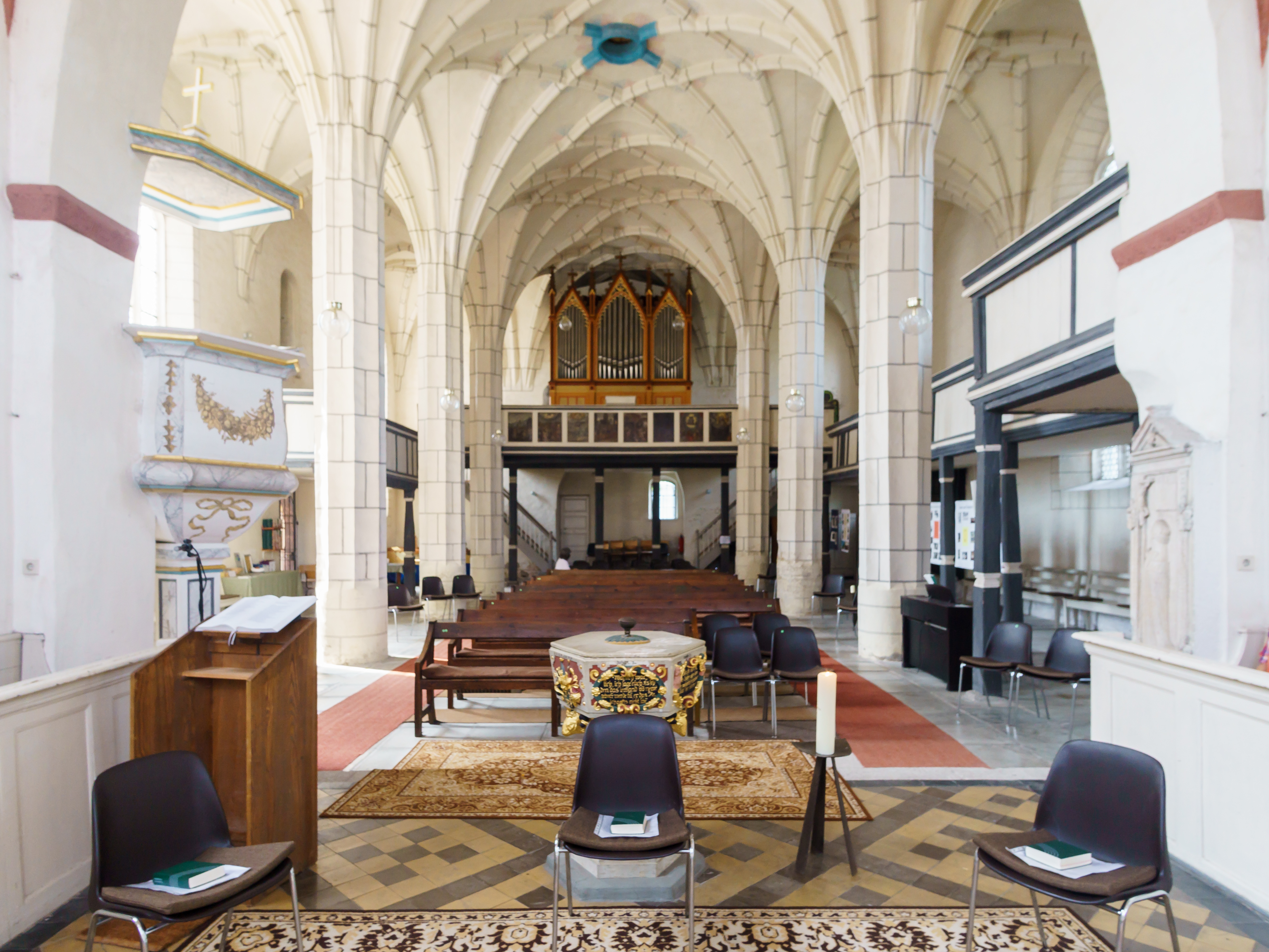
Säulenreihen und Gewölbe im Langhaus; dreiseitige Empore
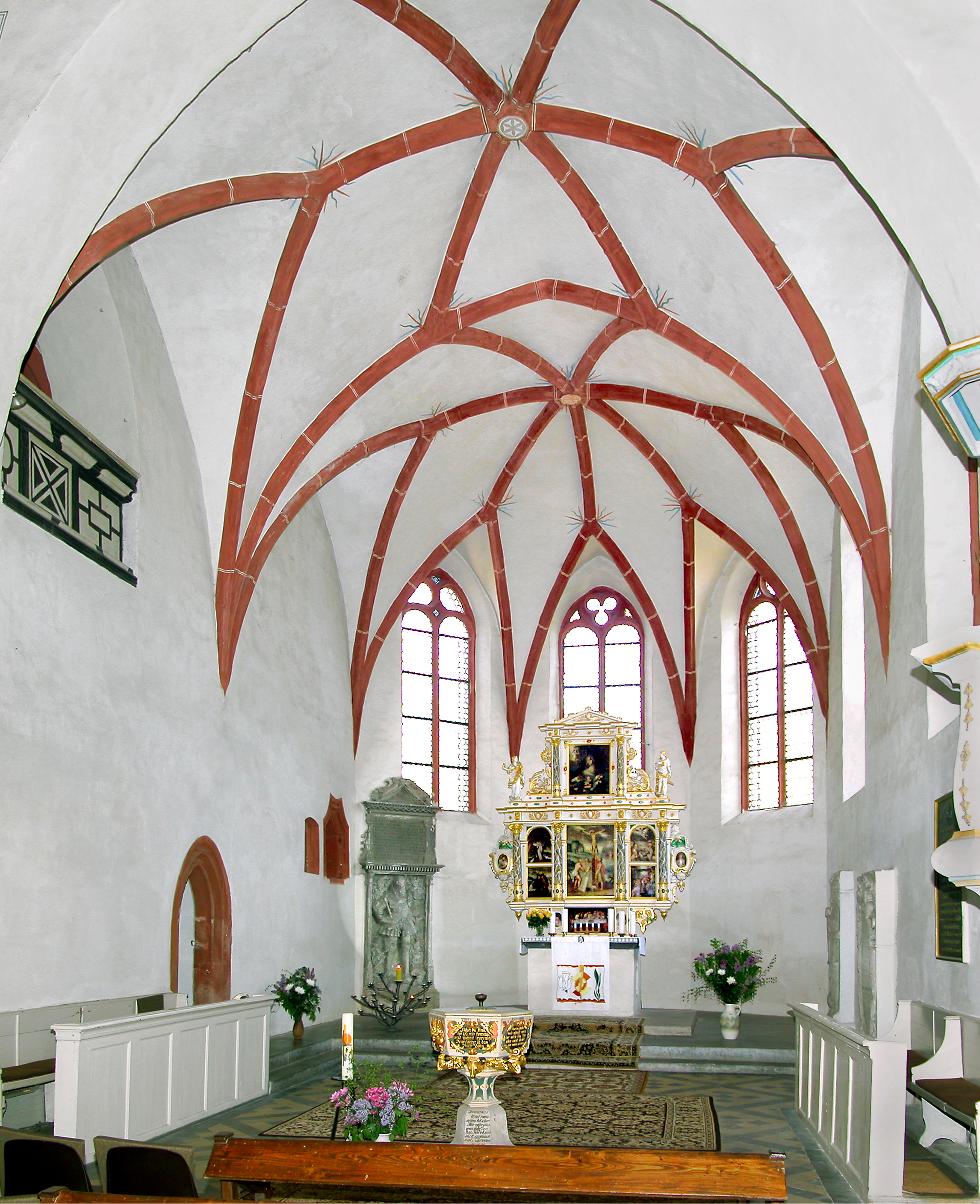
Chorgewölbe
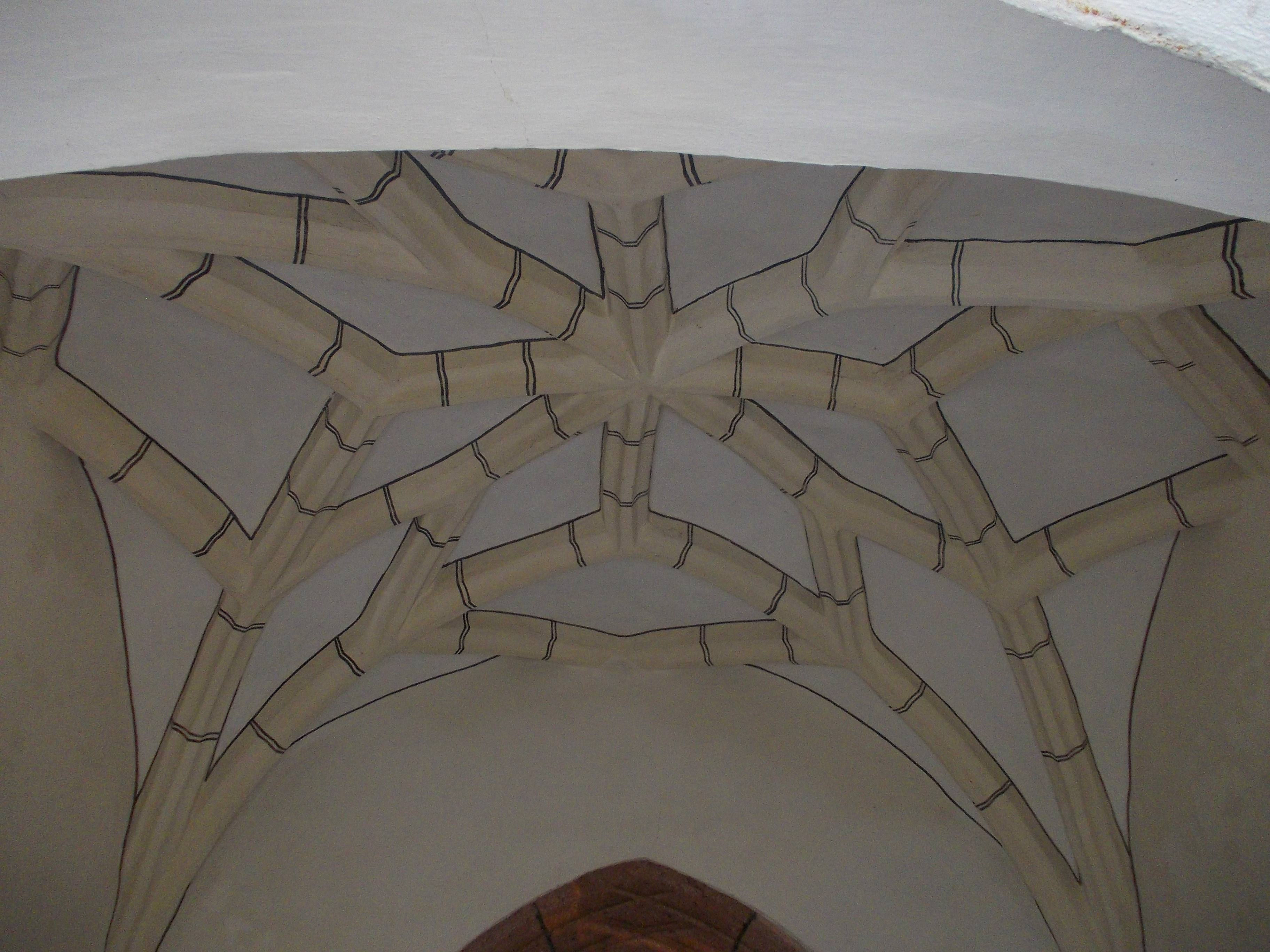
Gewölbe der Eingangshalle

## Ausstattung
Die Kirche  besitzt eine historisch wertvolle Ausstattung. Verschiedene Epitaphien aus der zweiten Hälfte des 16. Jahrhunderts sind dabei die ältesten Stücke. Altar und Taufstein sind Arbeiten des 17. Jahrhunderts und in restauriertem Zustand. Das Alter der Kanzel ist nicht bekannt. Vermutlich handelt es sich noch um jene, von der Martin Luther gepredigt hat. Die heutige Orgel (1864) ist ein Werk von Conrad Geißler und ersetzte ein Instrument von Johann Lange. Vom ursprünglich dreistimmigen Geläut von 1625 ist noch eine Glocke vorhanden, die 2019 um eine neue ergänzt wurde. Als sakrales Gerät gab es einen vergoldeten Silberkelch mit flachreliefiertem Blumenwerk und eine Patene mit der Darstellung des Abendmahls. Beide stammten wahrscheinlich aus dem 17. Jahrhundert und waren 1892 noch vorhanden.

### Altar

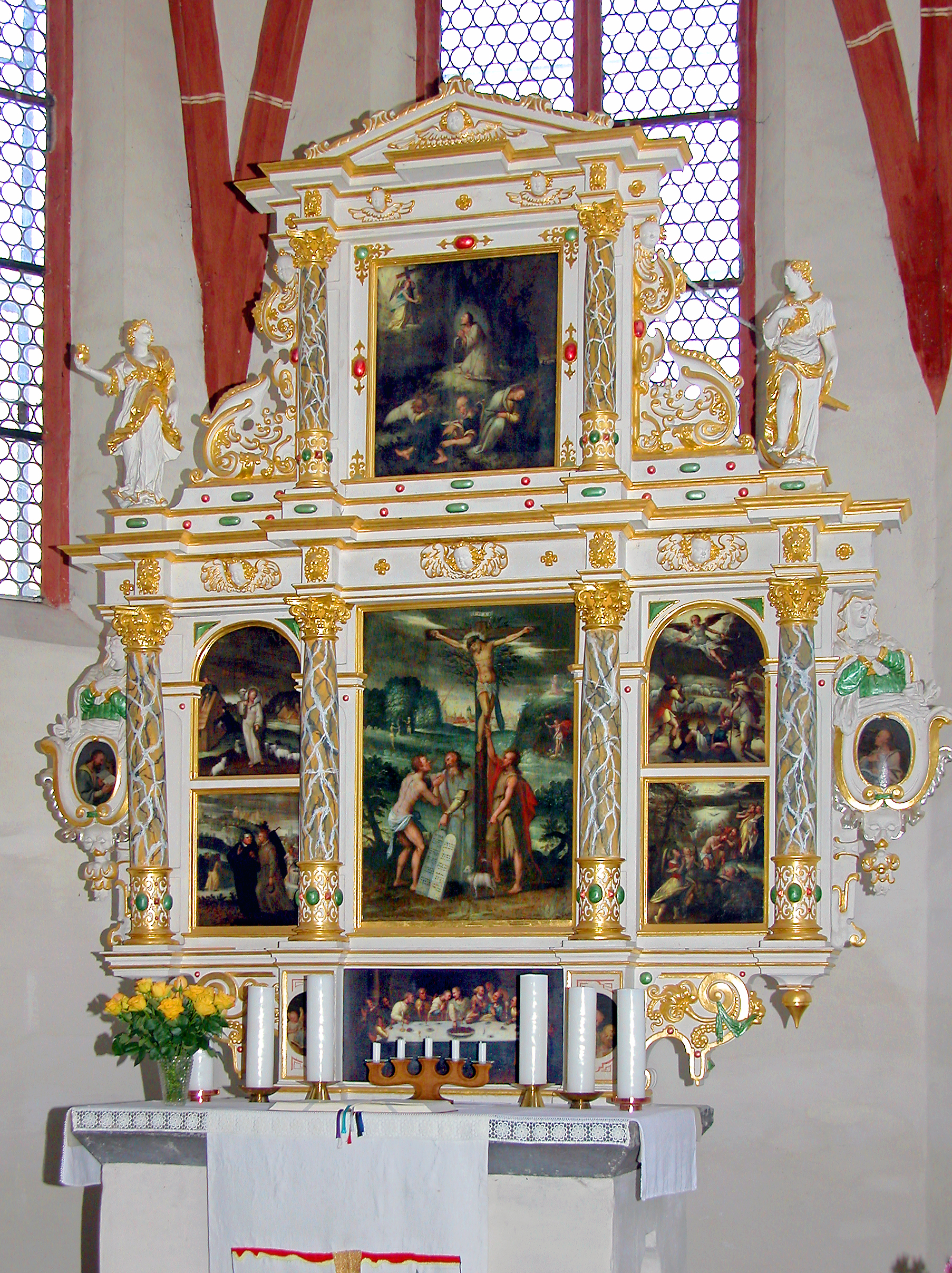
Der Altar der Marienkirche (2009)

Der Altar aus der ersten Hälfte des 17. Jahrhunderts hat einen dreiteiligen Aufbau mit korinthischer Säulenordnung, geschnitzten, zum Teil figürlichem Wangenschmuck und allegorischen Aufsatzfiguren. Das Hauptbild trägt eine Darstellung von Sünde, Tod und Erlösung im Sinne der späten Cranach-Altäre, jedoch ohne stilistischen Zusammenhang.
Die folgende Beschreibung geht im Wesentlichen auf Gustav Schönermark zurück, der den Altar 1892 detailliert porträtierte. Er befand damals die „Architektur und Sculptur“ am Altaraufbau als „noch ziemlich gut“, wohingegen die Bilder teilweise in schlechterem Zustand gewesen sein sollen. Heute stellt sich der Altar in restauriertem Zustand dar.
Der Aufbau ist geteilt durch vier freie Säulen, von denen die mittleren beiden vortreten. In der Mitte unten ist das Abendmahl Jesu dargestellt. Am Postament links befindet sich der Apostel Matthäus mit dem Engel, rechts der Evangelist Markus mit dem Löwen. Das Hauptbild stellt Jesus Christus am Kreuz dar. In der Darstellung spritzt sein Blut aus der Seite auf einen betenden Mann, möglicherweise Longinus, den Moses auf die Gesetzestafeln verweist. Auf der anderen Seite ist der herzutretende Johannes der Täufer dargestellt. Vor ihm liegt das Gotteslamm mit der Siegesfahne. Er berührt, die Hand erhebend, den Fuß des Gekreuzigten. Diese Zusammenstellung des ersten und letzten Propheten zu den Seiten des Kreuzes ist ein im 17. Jahrhundert beliebtes Motiv. Rechts neben dem Hauptbild ist oben die Verkündigung der Geburt des Christkindes an die Hirten durch Engel mit Spruchbändern abgebildet. Unten findet sich die Taufe Christi im Jordan dargestellt. An der linken Seite oben wird Christus als guter Hirte mit dem Schaf auf der Schulter gezeigt. Darunter ist eine Darstellung Martin Luthers vor dem Hintergrund Eilenburgs unterwegs mit Reisenden zu sehen. Über dem allseitigen Ausbau befindet sich eine gut geschnitzte weibliche Halbfigur. Im rechten Ausbau ist gemalt der Evangelist Johannes mit dem Adler abgebildet. Links befindet sich der Evangelist Lukas mit dem Opferrind. Im Aufbau ist ein Bildnis von Christus am Ölberg. Auf dem Kropf über der Säule links befindet sich eine allegorische Figur, bei der es sich mutmaßlich um den Glauben handelt. Ihre Beigabe, die als Kreuz vermutet wurde, war 1892 nicht mehr vorhanden. Rechts ist eine weitere Allegorie in Gestalt eines Ankers abgebildet, die die Hoffnung symbolisiert. In der Kartuschenbekrönung vermutete Schönermark damals das Bildnis Marias. Als Spitze des Ganzen dient eine allegorische Figur mit zwei Kindern, die Caritas bedeutend.

### Taufstein

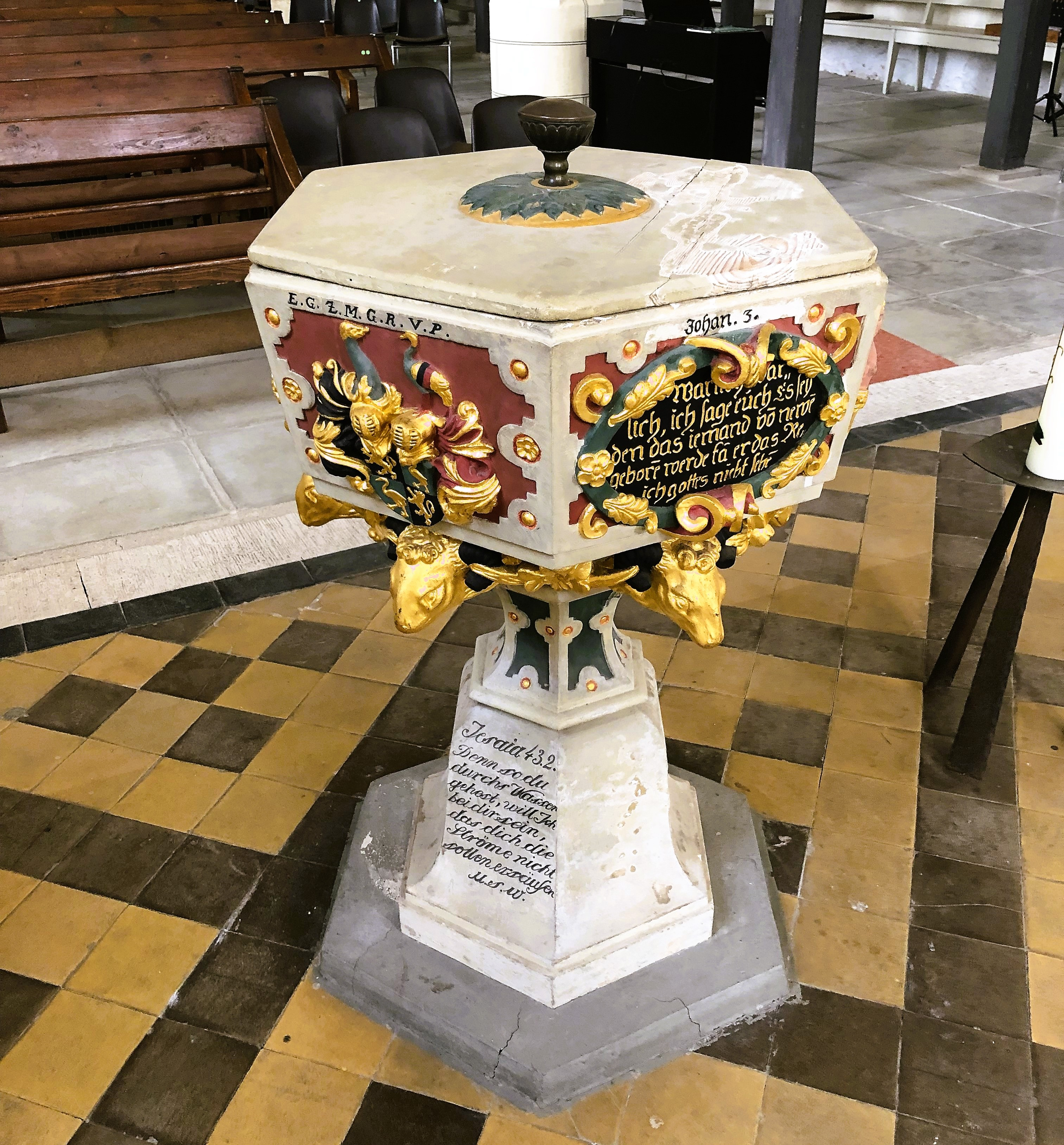
Taufstein (2022)

Der Taufstein der Marienkirche ist eine Arbeit des 17. Jahrhunderts. Der Zeitpunkt seiner Erbauung lässt sich insofern eingrenzen, als dass er vom Eilenburger Amtshauptmann Philipp Ernst Graf von Mansfeld und seiner Frau Elisabeth von Mansfeld, geb. von Reuß, gestiftet worden ist. Von Mansfeld bekleidete das Amt von 1602 bis 1631. Das Taufbecken ist sechsseitig. Die Seitenflächen schmücken abwechselnd kartuschengerahmte ovale Inschriftfelder mit Bibelversen und die Familienwappen der Stifter, nämlich das derer von Mansfeld und das derer von Reuß. Über den Wappen befinden sich die Initialen der Stifter. Dabei steht „P . E . G . U . H . Z . M . E . H . Z . H .“ für Philipp Ernst Graf Und Herr Zu Mansfeld Edler Herr Zu Heldrungen und „E . G . Z . M . G . R . V . P .“ für Elisabeth Gräfin Zu Mansfeld Geborene Reußin Von Plauen. Plastisch gestaltete Widderköpfe tragen das Becken und stellen den Übergang zum Standfuß dar. Der originale Fuß ist im Laufe der Zeit gegen einen neuen ausgetauscht worden. Der Taufstein befindet sich im Chor am Übergang zum Langhaus mittig unter dem spitzbogigen Triumphbogen.

### Kanzel
Die hölzerne Kanzel befindet sich am Übergang vom Langhaus zum Chor an der Südseite des Triumphbogens. Sie besitzt einen weißen Anstrich mit dezenter Bemalung und Goldauflagen. Der Schalldeckel wird bekrönt von einem weißen Kreuz mit goldener Rahmung. Das Alter der Kanzel ist unbekannt. Ob es sich dabei um jene Kanzel handelt, von der Luther einst predigte, ist umstritten. Laut dem Chronisten Jeremias Simon (1696) war die Kanzel noch original erhalten und 1679 einer Renovierung unterzogen worden. Die gleiche Ansicht vertritt Carl Geißler in seiner Stadtchronik (1831). Bei Gundermann (1879) gibt es dazu widersprüchliche Angaben. So erwähnt er, dass die Kanzel bei einer Kirchenrenovierung unter dem Pfarrer Lindner 1851 durch eine neue ersetzt worden sei. An anderer Stelle heißt es jedoch, dass sie im Zuge dieser Arbeiten lediglich versetzt worden sei. Jedenfalls ließe sich ihr Alter nicht mehr nachweisen. Bei der Beschreibung der Kirche durch Gustav Schönermark (1892) findet die Kanzel keine Erwähnung.

### Orgel

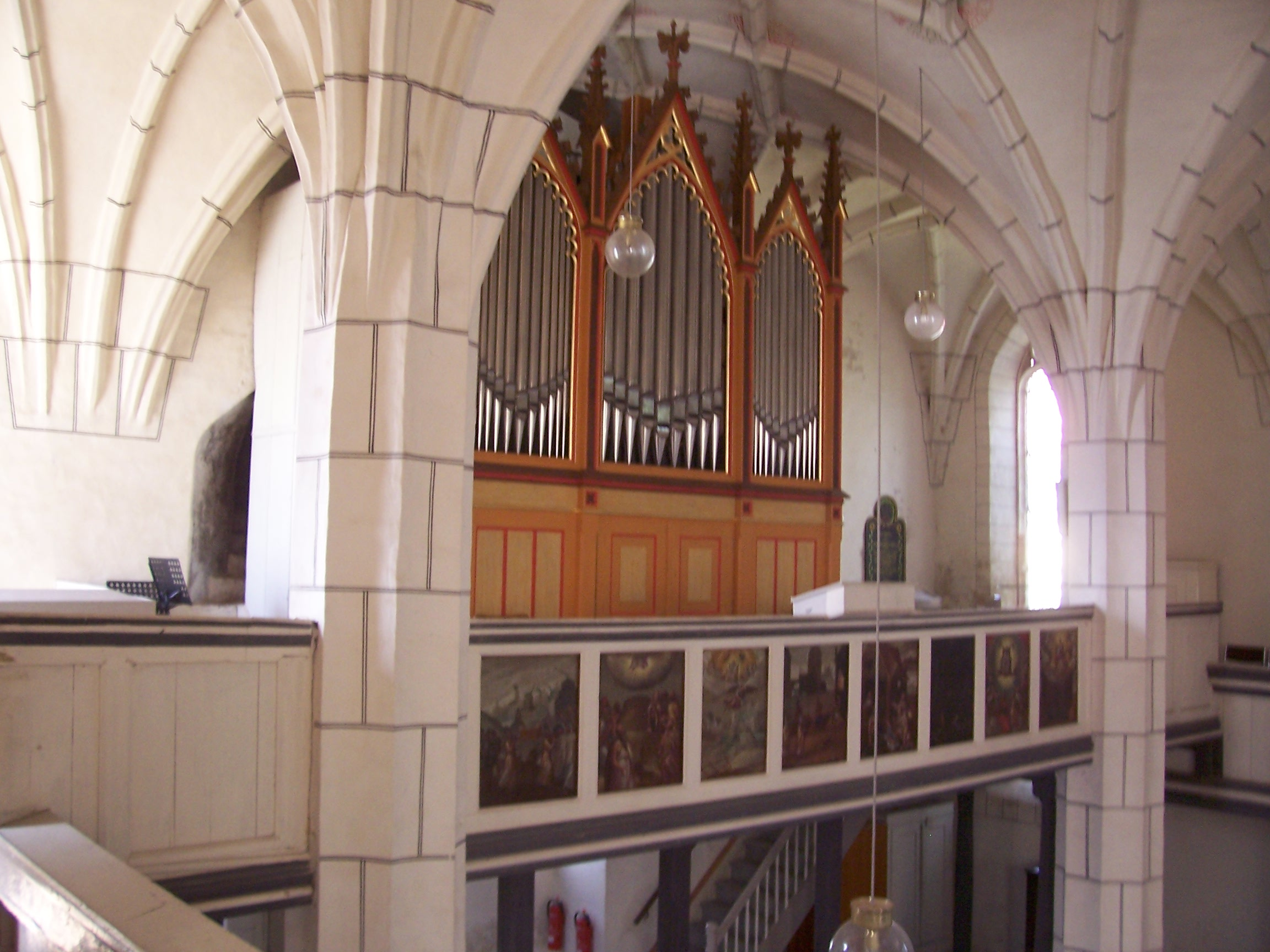
Die restaurierte Geißler-Orgel von 1864

1603 erhielt die Marienkirche eine Orgel vom Meister Johann Lange. Das Instrument wurde wie der Taufstein vom Eilenburger Amtshauptmann Philipp Ernst Graf von Mansfeld und seiner Frau Elisabeth von Mansfeld, geb. Reuß, gestiftet. Neben dem kursächsischen Wappen zierten die Orgel daher auch die Wappen der Familien Mansfeld und Reuß. Sie wurde 1691 durch einen Blitzschlag beschädigt.
Die heutige Orgel wurde 1864 von dem bekannten Eilenburger Orgelbaumeister Conrad Geißler gebaut. Im Zweiten Weltkrieg wurde die Orgel von einem Blindgänger getroffen. Die Schäden wurden 1948 von Eduard Fritz Köhler aus Pretzsch beseitigt. Ab Mitte der 1970er Jahre Jahren war das Instrument Verfall und Vandalismus ausgesetzt. Mehrere Orgelpfeifen sind dabei mutwillig zerstört worden. 1990 wurden alle noch verwendbaren Teile für einen späteren Wiederaufbau gesichert und konserviert. Im Jahre 2000 wurde die Orgel von der Orgelbaufirma Voigt aus Bad Liebenwerda für 300.000 D-Mark restauriert und erklingt seit Herbst 2000 wieder in nahezu originalem Zustand. 2007 folgte noch eine Verschönerung des Gehäuses mit Farbe und Gold. Seit der Sanierung gaben u. a. Matthias Eisenberg und Michael Schönheit Konzerte in der Marienkirche.
Das Instrument verfügt über 22 Register auf zwei Manualen und Pedal. Die noch der klassischen sächsischen Orgelbautradition folgend gebauten und intonierten Grundstimmen sind mit einigen typisch romantischen Registern ergänzt. Somit eignet die Orgel sich am besten für die Musik des 19. Jahrhunderts. Die Spiel- und Registertrakturen sind mechanisch. Das Schwellwerk ist für eine zu dieser Zeit im deutschen Sprachraum entstandene Orgel noch etwas Besonderes, da diese Spielhilfe dort erst im ausgehenden 19. Jahrhundert und mit dem Aufkommen der pneumatischen Traktur verbreitet in Orgeln eingebaut wurde. Eine weitere Besonderheit sind die noch weitgehend original erhaltenen, zinnernen Prospektpfeifen, die einer Einschmelzung in den Weltkriegen entgangen waren.
| I Hauptwerk C–f3 |     |
| Bordun           | 16′ |
| Principal        | 08′ |
| Doppelflöte      | 08′ |
| Hohlflöte        | 08′ |
| Viola da Gamba0  | 08′ |
| Oktave           | 04′ |
| Flöte            | 04′ |
| Quinte           | 03′ |
| Oktave           | 02′ |
| Mixtur IV        |     |
| Trompete         | 08′ |

| II Oberwerk (schwellbar) C–f3 |     |
| Gedackt                       | 08′ |
| Flöte travers                 | 08′ |
| Salicional                    | 08′ |
| Principal                     | 04′ |
| Flöte amabile0                | 04′ |
| Flöte                         | 02′ |
| Clarinette                    | 08′ |

| Pedalwerk C–d1 |     |
| Subbaß         | 16′ |
| Violon         | 16′ |
| Principal      | 08′ |
| Posaune0       | 16′ |

- Koppeln: II/I, I/P
- Spielhilfen: Fußschweller, Handregister

### Glocken
Aus der Glocken- und Geschützgießerei Hilliger erhielt die Marienkirche 1625 ein dreistimmiges Bronzegeläut. Es ersetzte ein älteres Geläut, welches zur Finanzierung der Neuanfertigungen verkauft worden ist. Die Hilliger-Glocken waren fast 300 Jahre in Gebrauch, ehe die zwei kleineren Glocken in den beiden Weltkriegen abgegeben werden mussten. Die verbliebene große Glocke mit 1,24 Metern Durchmesser und einem Gewicht von 1,2 Tonnen hing an einem gekröpften Stahljoch. Sie wurde aus Sicherheitsgründen ab 2012 nicht mehr geläutet und 2019 wegen Abnutzung und Haarrissen in der holländischen Gießerei Eijsbouts umfangreich repariert. Sie erhielt dabei auch eine neue Krone, einen neuen Klöppel und ein gerades Holzjoch. Das über den Erwartungen gelegene Spendenaufkommen erlaubte darüber hinaus den Neuguss einer zweiten, ursprünglich noch nicht vorgesehenen, klanglich zur großen Glocke passenden, mittleren Glocke der gleichen Firma. Im Zuge dieser Arbeiten entstand auch ein neuer Glockenstuhl, da der von 1400 wegen Altersschwäche aufgegeben wurde. Die Glocken erhielten spezielle Schirmballenklöppel, wie sie vor hunderten Jahren gebräuchlich waren. Die Weihe des Geläuts geschah im Mai 2019.
Eine weitere Glocke hing in der Turmlaterne und diente als Schlagglocke. Sie maß ca. 600 Millimeter im Durchmesser und stammte mutmaßlich aus dem 18. Jahrhundert. Darüber, wann sie abgehängt wurde und wo sie verblieben ist, kann derzeit keine Aussage getroffen werden. Die Turmlaterne wurde bei der Restaurierung in den 1980er-Jahren nicht wieder aufgebaut.
Tabellarische Übersicht der aktuellen Glocken von St. Marien:
| Nr. | Bild | Gussjahr | Gießerei                         | Durchmesser (mm) | Gewicht (kg) | Schlagton | Inschrift | Ornamentik                                                                                             |
| --- | ---- | -------- | -------------------------------- | ---------------- | ------------ | --------- | --- | --- |
| 1   |      | 1625     | Hans Hillger, Dresden            | 1.240            | 1.200        |           | | |
| 2   |      | 2019     | Glockengießerei Eijsbouts, Asten | knapp 1.000      |              |           | ST. MARIEN EILENBURG 2019 SELIG SIND DIE FRIEDEN STIFTEN ME RESONANTE DEO RESONET TVBA SACRA VENITE EIJSBOUTS ASTENSIS | Eine in zwei Teile zerbrochene Glocke als Sinnbild für die in den Weltkriegen eingeschmolzenen Glocken |

### Epitaphien

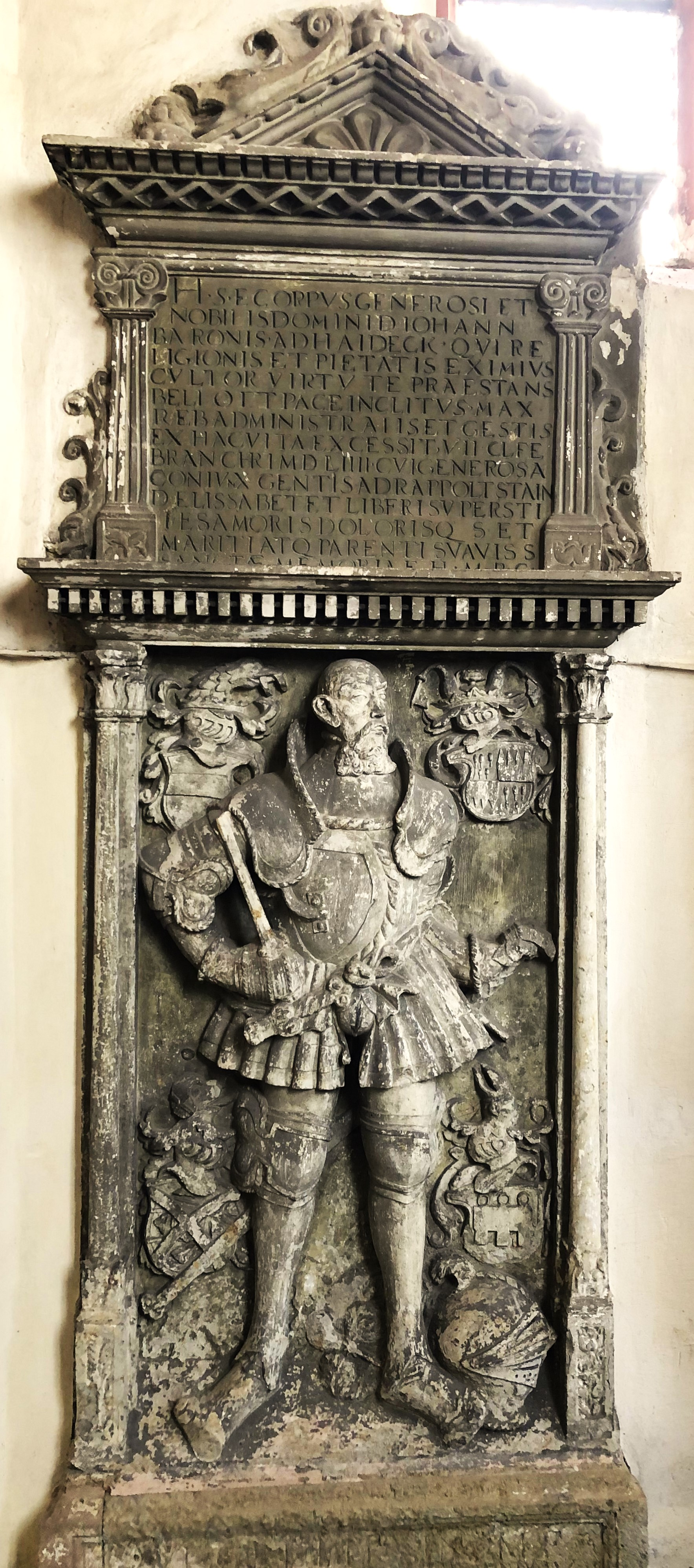
Epitaph von Johann von Heydeck

Die Marienkirche war über Jahrhunderte Pfarrkirche für die umliegenden Rittergüter und ihre adligen Besitzer. Für mehrere von ihnen wurde die Kirche Begräbnisort, wovon heute noch sieben Epitaphe bzw. Grabplatten-Epitaphe aus dem 16. Jahrhundert zeugen. Das größte und älteste ist das für den 1554 verstorbenen Johann von Heydeck angefertigte Grabdenkmal, das im Chorraum aufgestellt wurde. Es zeigt den Verstorbenen in Lebensgröße in dreiviertelplastischem Relief. Zwei weitere Epitaphe wurden für das Ehepaar von Ponickau errichtet, welches 1544 das Dorf Groitzsch erworben hatte. Sie zeigen als Relief in Lebensgröße Caspar von Ponickau († 1556 mit 40 Jahren) und Christina von Ponickau, geb. von Einsiedel, († 1575 mit 53 Jahren). Drei weitere Epitaphien erinnern an die Familie von Wahren. Sie gehören zu Christoph von Wahren († 1559), dessen mutmaßlicher Schwiegertochter Magdalena von Wahren, geb. von Hirschfeld, († 1578) sowie zu Bernhard von Wahren und seiner Frau († 1584), deren Name nicht mehr lesbar ist. Christoph von Wahren gelangte mit seinem Bruder Albrecht 1523 in den Besitz von Wedelwitz.
Ein letztes Epitaph lässt sich aufgrund starker Verwitterung nicht mehr zuordnen. Es zeigt eine kniende männliche Person in Rüstung. Name und Todesjahr sind nicht mehr lesbar. Aufgrund älterer Chroniken wird es Christoph Wolff von Boyda auf Naundorf († vor 1601) zugeschrieben, jedoch ist das Wappen am ehesten der Familie von der Pforten zuzuordnen, welche aber in der Eilenburger Region nicht nachweisbar ist. Nicht auszuschließen ist ein Irrtum des Bildhauers.

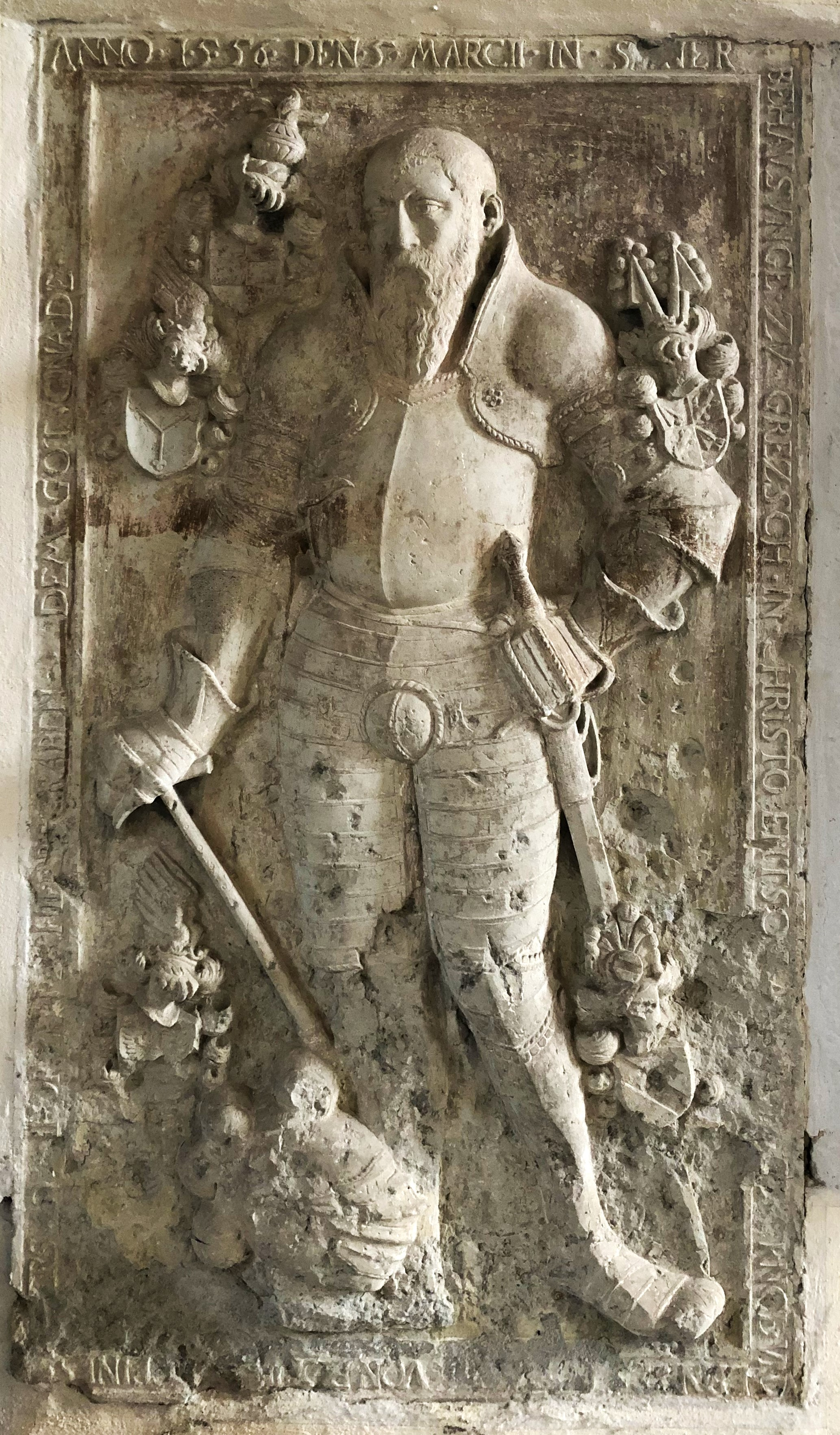
Caspar von Ponickau
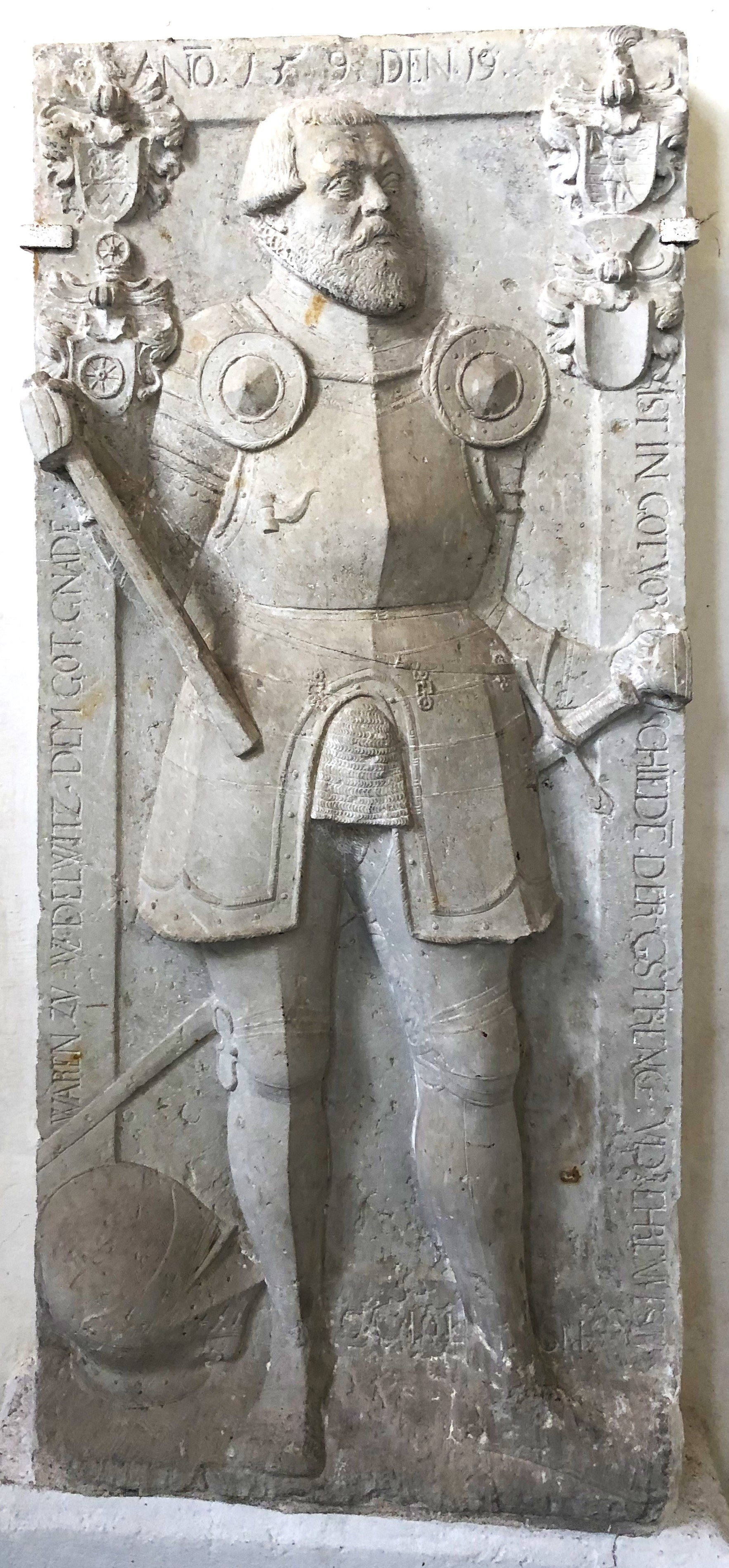
Christoph von Wahren
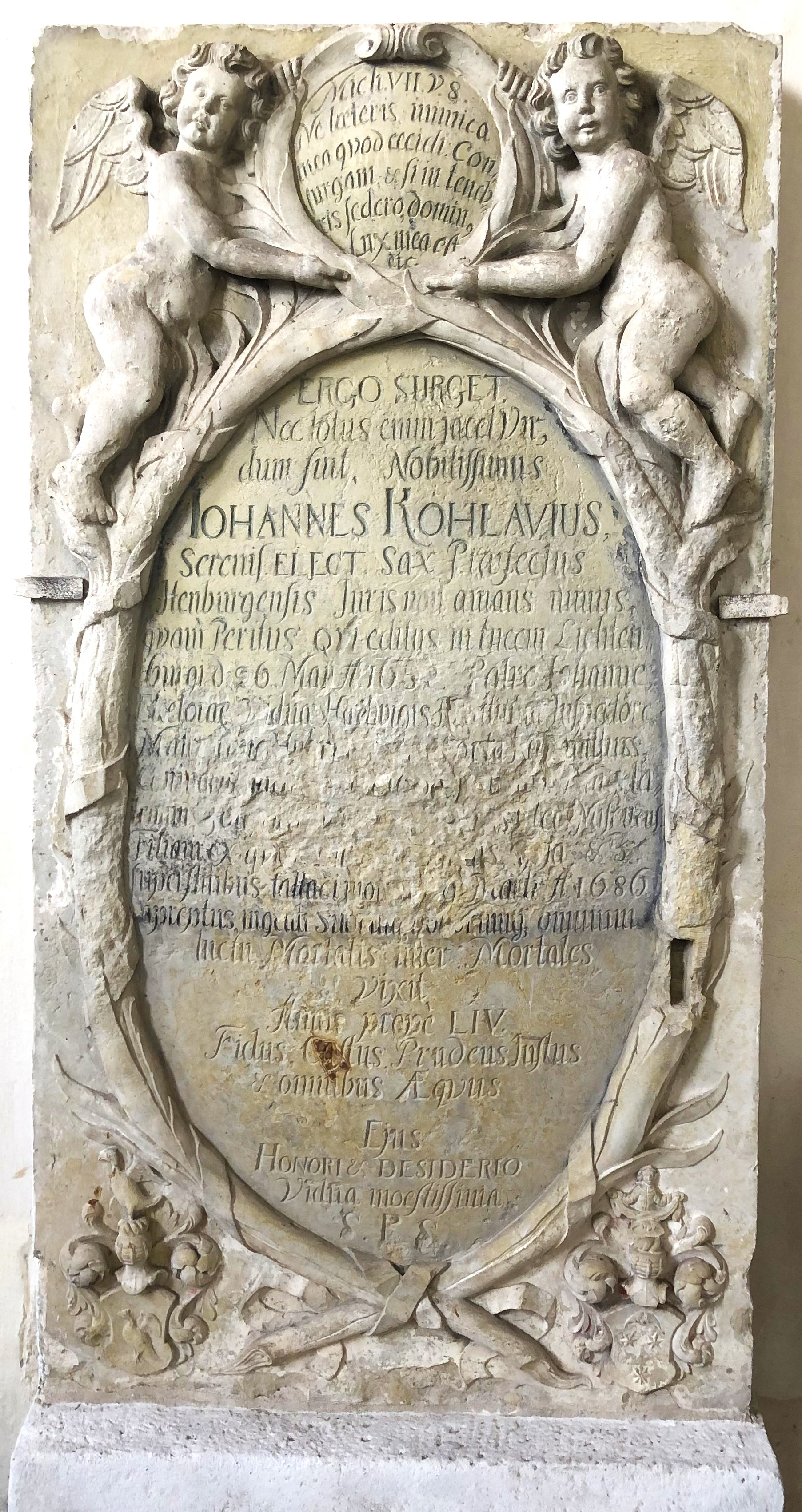
Johann Köhlau
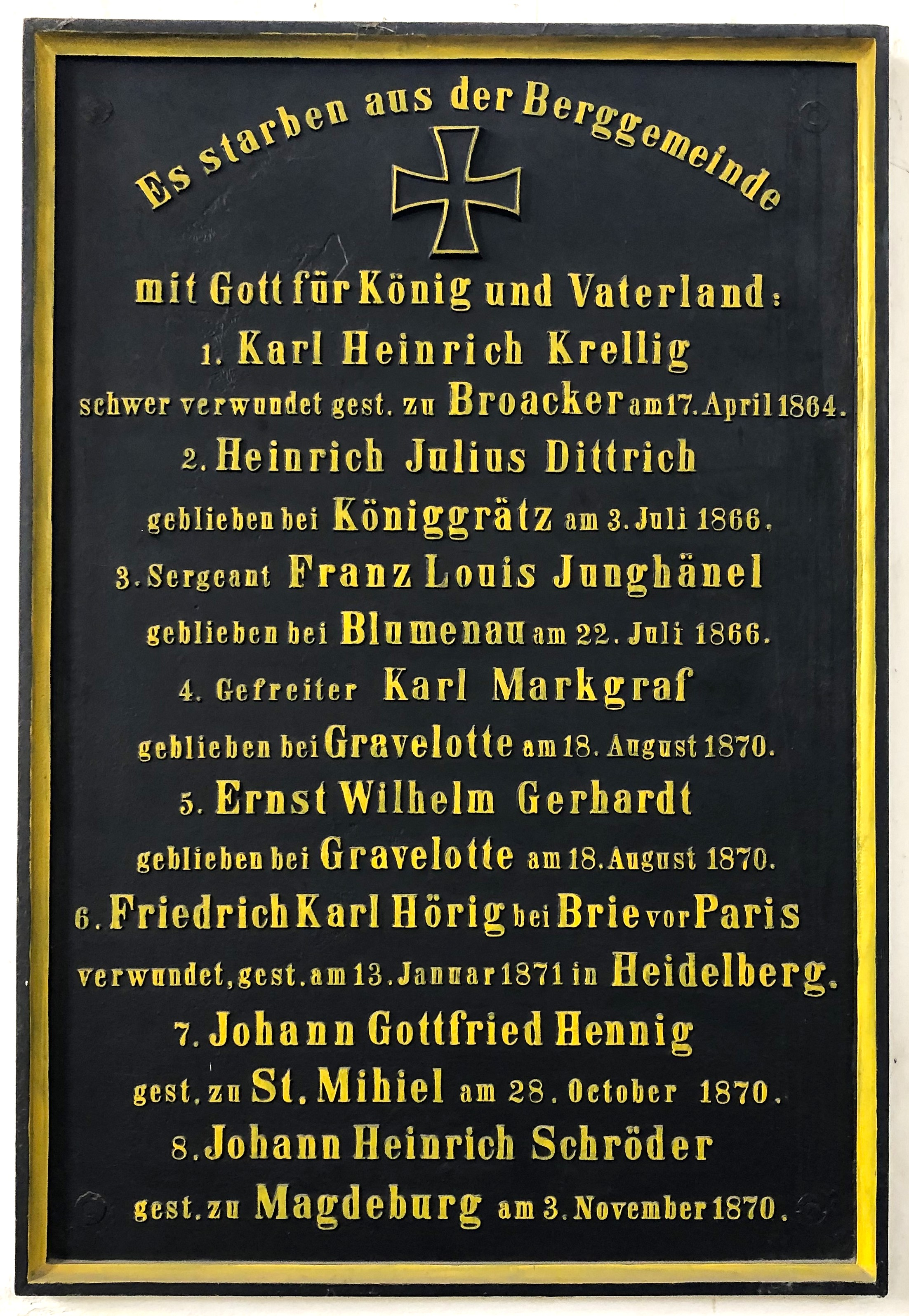
Gefallenentafel

Weiterhin erinnert ein Grabdenkmal an der Südwand des Chores an den Gerichtsamtmann Johann Köhlau, dessen Inschrift jedoch teilweise durch Abnutzung unleserlich geworden ist. An der Westwand auf Höhe der Orgelempore befindet sich eine eiserne Gedenktafel für den Ökonomen Karl Heinrich Krellig, der bei den Düppeler Schanzen im Deutsch-Dänischen Krieg verwundet wurde und schließlich in Broacker starb. Eine weitere Gedenktafel im Chor erinnert an die Gefallenen der Berggemeinde in den deutschen Reichseinigungskriegen 1864 bis 1871. Die Gundermann-Chronik von 1879 verweist zudem auf weitere Leichensteine und Schrifttafeln, die heute nicht mehr vorhanden sind. Sie waren für den Grafen Mansfeld und Frau; die Pastoren Magister Ch. Karg und Magister Wolfgang Fehmel; Diaconus Heinert; die Frau des Pastoren Böhme, Catharina, geb. Luther († 1609) sowie Amtsschösser Paul Gärtner mit Frau und Kindern.

## Pfarrer, Diakone und Kantoren
Über das geistliche Personal in der vorreformatorischen Zeit ist nichts bekannt. Laut dem Chronisten Simon (1696) sind die Kirchenbücher und Kirchenrechnungen der Mariengemeinde im Dreißigjährigen Krieg und auch anderweitig abhandengekommen. Bekannt ist, dass die katholischen Prediger als Käplane bezeichnet wurden. Sie waren neben ihrer Tätigkeit an der Marienkirche zugleich Stadtprediger an der Nikolaikirche und hatten dort den Frühgottesdienst am Donnerstag zu verantworten. Vom ersten bekannten Pfarrer, Wolfgang Siegmund, ist bekannt, dass er schon zuvor als katholischer Prediger wirkte und sich der Reformation zuwandte. Seit der Einführung der Reformation bis 1593 lag das Besetzungsrecht für die Pfarrstelle beim Eilenburger Superintendenten.
Ab 1566 wurde dem Pfarrer ein Diakon zur Seite gestellt und 1576 das Diakonat mit der Lehrerstelle verbunden. Die Verbindung beider Ämter hatte bis 1869 Bestand, als das Schulwesen unter städtische Aufsicht gestellt wurde. Mit dem Aufrücken von Alfred Valentin auf die erste Pfarrstelle blieb das Diakonat ab 1917 unbesetzt und wurde aufgelöst.

### Pfarrer
- 1523–1533: Wolfgang Siegmund
- 1533–1552: Andreas Stegmann (Siegmann)
- 1553–1559: M. Wolfgang Hoberg
- 1559–1580: M. Wolfgang Phemel (Fehmel)
- 1580–1585: Martin Richter
- 1585–1589: M. Andreas Schreiber
- 1590–1592: M. Matthäus Kempf
- 1592–1598: Christoph Kappe
- 1598–1634: M. Nikolaus Böhme
  - (1633–1634: Samuel Trautmann)
  - (1634: Ernst Wunschalt)
- 1634–1637: M. David Andrä
- 1638–1667: M. Daniel Heerbrandt
- 1667–1670: M. Christoph Adam Naubitzer
- 1671–1675: M. Nikolaus Alexander Ibach
- 1675–1684: M. Elias Conradi
- 1684–1689: M. Christian Karg
- 1690–1701: M. Gottfried Rothe
- 1701–1723: M. Martin Greim
- 1723–1754: M. Christian Schmidt
- 1754–1783: M. Friedrich Lobegott Schmidt
- 1783–1796: M. Johann Christoph Baltzer
- 1796–1838: M. Franz Gotthard Abt
- 1839–1853: Albert Georg Hartmann Lindner
- 1853–1858: Karl Gottlieb Viol
- 1858–1868: Friedrich Wilhelm Gottschick
- 1868–1877: August Moritz Fabricius
- 1877–1882: Heinrich Friedrich Wilhelm Körner
- 1882–1887: Siegmund Gottfried Hermann Schwager
- 1888–1902: Friedrich Carl Obermann
- 1903–1906: Wilhelm Büchting
- 1907–1915: Friedrich Karl Moritz Andreae
- 1915–1917: Karl Friedrich Wilhelm Bracht
- 1917–1929: Friedrich Wilhelm Carl Alfred Valentin
- 1929–1934: Hans Arthur Hohlwein
- 1935–1954: Wilhelm Friedrich Heinrich Stüven
- 1954–1965: Friedrich Wilhelm Bäumer
- 1965–1969: Heinz Staemmler
- 1970–1975: Joachim Bönecke
- 1977–1979: Giselher Quast
- 1980–1994: Maria Martha Ruth Krien

### Diakone
- 1566–1569: Simon Wahle
- 1569–1576: vakant
- 1576–1780: Martin Richter
- 1580–1585: Martin Zelauf
- 1585–1586: Johann Bencker
- 1586–1591: Michael Aner
- 1591–1603: Caspar Spansius
- 1603–1604: M. Martin Fechner
- 1604–1621: M. Donat Börisch
- 1621–1624: Andreas Hesse
- 1624–1637: M. Wenceslaus Fehrmann
- 1637–1653: vakant
- 1653–1688: Michael Heinert
- 1688–1710: M. Georg Friedrich Hammer
- 1710–1740: M. Johann Abraham Berthold
  - (1727–1728: Johann Gottlob Wallpurger)
  - (1728–1732: Gottfried Vogel)
  - (1732–1736: Martin Laurentius)
  - (1737–1740: Christopf Friedrich Scheller)
- 1740–1788: M. Christian Basilius Manitius
  - (1781–1788: Johann Gottlieb Benjamin Rätze)
- 1789–1796: Gotthelf Balthasar Hübler
- 1797–1810: Johann Ephraim Hofmann
- 1810–1815: M. Heinrich Valentin Finsch
- 1815–1819: M. Karl Gottfried Rößler
- 1820–1829: M. Christian Friedrich Kühn
- 1829–1836: Gustav Immanuel Menzel
- 1836–1839: Christian Gottlieb Haubenreißer
  - (1836–1839: Carl Ernst August Rosenthal)
- 1839–1844: Eberhard Friedrich Justus Ramdohr
- 1844–1852: Karl Nathanael Lamprecht
- 1853–1866: Karl Franz Sulze
- 1867–1869: Emil Hermann Schlemmer
- 1869–1871: Ernst Johannes Otto Simon
- 1872–1875: Albin Wilhelm Geucke
- 1875–1880: Carl Rudolph Schaufuss
- 1880–1882: Carl Heinrich Lüer (auch Lühr)
- 1883–1884: Hermann Karl Wilhelm Wurm
- 1884–1885: Eugen Max Rönnecke
- 1886–1899: Hermann Köthe
- 1900–1901: Georg Erich Eyssel
- 1901–1915: Karl Friedrich Wilhelm Bracht
- 1916–1917: Friedrich Wilhelm Carl Alfred Valentin

### Kantoren
Als Kantoren der Mariengemeinde sind erwähnt worden:
- 1554: Friedrich Knobloch
- 1606: Abraham Grundmann
- 1626–1636: Michael Göpner (Jöpner)
- Barthol. Hildesheim († 1637)
- 1637–1638: Erhard Müller
- 1639–1652: Caspar Fehmel
- 1652–1670: Egydius Gebhardt
- 1670–1675: Johann Michaelis
- 1676: Johann Grund
- 1704: Georg Paul Petzsche
- 1740: Johann Georg Schnabel
- 1794–1815: Johann Gottlieb Schuster
- 1815–1852: Carl August Preil
- 1852–?: Ernst Louis Fehmel